# Arbeiterpartei Kurdistans

Logo der Arbeiterpartei Kurdistans (1995–2025)

Logo der PKK (1978–1995)

Die Arbeiterpartei Kurdistans (Kurmandschi: Partiya Karkerên Kurdistanê; PKK) ist eine kurdische Untergrundorganisation mit sozialistischer Ausrichtung, die sich militanter Methoden bediente. Ihren Ursprung hatte sie in den kurdischen Siedlungsgebieten innerhalb der Türkei. Sie kämpfte in der Türkei und teilweise auch in den angrenzenden Ländern für die politische Autonomie kurdisch besiedelter Gebiete. Ziel der PKK ist je nach Lesart die Gründung eines unabhängigen kurdischen Staates oder ein „demokratisches autonomes Kurdistan.“ Die PKK und ihre Nachfolger wurden unter anderem von der Türkei, der Europäischen Union (seit 2002) sowie den Vereinigten Staaten als terroristische Vereinigungen eingestuft und sind seit 1993 in Deutschland verboten. Die Vereinten Nationen und Staaten wie China, Russland, Indien und Ägypten stuften die PKK nicht als Terrororganisation ein.
Ende Februar 2025 rief der inhaftierte PKK-Führer Abdullah Öcalan aus dem Gefängnis heraus dazu auf, die PKK aufzulösen und die Waffen niederzulegen. Im Mai 2025 wurde die Auflösung unter der Bedingung, dass Öcalan freigelassen werde, bekannt gegeben.

## Organisation
Ziel der PKK ist je nach Lesart die Gründung eines unabhängigen kurdischen Staates oder ein „demokratisches autonomes Kurdistan“ innerhalb der bestehenden Staatsgrenzen mit eigenen „nichtstaatlichen Administrationen“. Die PKK unterhielt hierzu Schwesterorganisationen in verschiedenen Ländern:
- in Syrien die Partei der Demokratischen Union (PYD),[2]
- im Irak die Partei für eine politische Lösung in Kurdistan (PCDK),
- im Iran und Nordirak (Autonome Region Kurdistan) die Partei für ein freies Leben in Kurdistan (PJAK).

Die Dachorganisation nennt sich seit 2007 Koma Civakên Kurdistan („Gemeinschaft der Gesellschaften Kurdistans“). Sie hat sich eine Verfassung gegeben, verleiht eine „Staatsbürgerschaft“ und unterhält ein eigenes Parlament, Gerichte und eine Armee. Der „Volkskongress Kurdistan“ unter dem Vorsitz von Zübeyir Aydar übt in dieser Struktur die Funktion des Parlamentes aus. Führer der KCK ist nominell Abdullah Öcalan. Tatsächlich geführt wird sie von einem Exekutivrat unter der Doppelspitze aus Cemil Bayık und Hülya Oran (Deckname: Bese Hozat). Stützpunkte und Lager der Organisation befinden sich im Kandil-Gebirge, einer Gebirgsregion im Nordosten des Irak.

### Die Organisationsbezeichnungen
Die Arbeiterpartei Kurdistans hat sich im Laufe ihrer Geschichte mehrfach umbenannt. Im April 2002 erfolgte die erste Umbenennung in „Freiheits- und Demokratiekongress Kurdistans“ (Kongreya Azadî û Demokrasiya Kurdistanê, KADEK). Anderthalb Jahre später erfolgte eine Umbenennung zum Volkskongress Kurdistan (Kongra Gelê Kurdistan, kurz: Kongra Gel). Im Jahr 2005 wurde der Name Koma Komalên Kurdistan adoptiert und im Juni 2007 erfolgte schließlich die Umbenennung zu Koma Civakên Kurdistan.

### Frauen und Jugend
Die Frauen und Jugend nahmen innerhalb der PKK eine besondere Stellung ein. Sie wurden als „Avantgarde des Befreiungskampfes“ betrachtet. Die Koma Jinen Bilind („Gemeinschaft der erhabenen Frauen“) bildete die Dachorganisation der Frauen. Innerhalb dieses Dachverbands war die „Partei der freien Frau in Kurdistan“ (PAJK) zuständig für Ideologie und die „Union der Freien Frauen“ (YJA) zeichnete verantwortlich für gesellschaftliche Fragen. Die weiblichen Kampfverbände nannten sich YJA STAR. Der Jugendverband der PKK hieß Komalên Ciwan. 
Innerhalb der kurdischen Bewegung bilden Frauen eine bedeutende Mobilisierungsbasis. In den kurdischen Dörfern führten die Frauen bis dahin ein von der Außenwelt relativ abgesondertes Leben nach den Regeln der traditionellen Rollenzuschreibung und Aufgabenverteilung. Im Selbstverständnis der PKK-Bewegung sollen Frauen hingegen dem Mann gleichberechtigt sein. So wurden auf allen politischen Ebenen gemischtgeschlechtliche Doppelspitzen eingeführt. Frauen beteiligten sich an Demonstrationen, Mahnwachen, Protestaktionen vor den Gefängnissen und an Petitionen. Sie arbeiteten in Gefangenenunterstützungsvereinen, bauten Solidaritäts- und Stadtteilkomitees auf und vor allem junge Frauen schlossen sich zu Tausenden in einer Frauenarmee der PKK-Guerilla an. Seit den frühen 1990er Jahren wurden Frauen die Akteure von Widerstandsaktionen, erlangten eine zentrale Rolle im zeitgenössischen Widerstandsmythos der PKK und begannen als „Vorbilder“ des Widerstands zu fungieren. Die Mobilisierung der Frauen führte nicht nur selbst zu einem bedeutenden allgemeinen Anstieg der PKK-Anhängerschaft und Kampfkraft. Die Anwesenheit einer bedeutenden Anzahl von Frauen in der Guerilla verringerte auch den Anklang und die Kraft traditioneller Werte wie der Dominanz der Männer in der Gesellschaft.
Während in der äußeren Wahrnehmung der kurdischen Frage oft der Eindruck vermittelt wird, der politisch-militärische Kampf gegen das türkische Militär und die türkische Regierung stehe allein im Vordergrund der kurdischen Bewegung, wird von kurdisch-aktivistischer Seite auch eine politisch-gesellschaftliche Ebene der kurdischen Bewegung betont. Demnach soll auch die Frage der „Befreiung der Frauen als Frauen“ einen besonders hohen Stellenwert besitzen, werde aber durch den Kampf gegen den türkischen Staat und staatliche Repression überdeckt. Eine untergeordnete Position der Frauen werde in Berichten über die Stellung der Frau in islamisch geprägten Ländern oft ausschließlich aus der herrschenden Ideologie des Islam abgeleitet, der historische, soziale und kulturelle Hintergrund dabei jedoch ausgeblendet. Von Seiten der kurdischen Bewegung werde dagegen von einer „dreifachen Unterdrückung“ der Frauen gesprochen. Diese drei nach Ansicht der Aktivisten bestehenden Ebenen der Frauenunterdrückung seien demnach als zusammengehörig und nicht voneinander getrennt zu betrachten. Sie bestünden erstens in einer Unterdrückung durch den türkischen Staat aufgrund der kurdischen Volkszugehörigkeit, zweitens in einer aus dem Feudalismus und Kapitalismus resultierenden Ausbeutung durch die Großgrundbesitzer und die herrschende Wirtschaftsweise sowie drittens in einer tradierten Unterdrückung des weiblichen Geschlechts in der kurdischen Gesellschaft.
Aliza Marcus zufolge bestand 1993 ein Drittel der bewaffneten Kräfte der PKK aus Frauen. Der Anstieg in der Rekrutierung von Frauen fiel zeitlich damit zusammen, dass Abdullah Öcalan verbal stärker Position für Frauenrechte bezog. In der politischen Schulung der Frauenguerilla türkischer und syrischer Kurdinnen wird Berichten zufolge beispielsweise gelehrt, dass durch den 6000 Jahre zurückliegenden Beginn der Sumerer-Herrschaft in Mesopotamien das Matriarchat durch das Patriarchat abgelöst worden sei. Klassische Texte der europäischen Frauenbewegung wie Inhalte der Werke Clara Zetkins oder Simone de Beauvoirs spielten demnach in der PKK-Schulung keine Rolle.

### Der militärische Arm

Logo der ARGK sowie der HPG

Logo der ERNK

Der militärische Arm der PKK hieß zunächst Hêzên Rizgariya Kurdistan (Freiheitskräfte Kurdistans, HRK). Auf dem 3. Kongress 1986 erfolgte die Umbenennung zu Artêşa Rizgariya Gelê Kurdistan (Volksbefreiungsarmee Kurdistans, ARGK). Die ARGK wurde im Jahre 2000 in die Hêzên Parastina Gel (Volksverteidigungskräfte, HPG) überführt. Ihr militärischer Arm verübte Terroranschläge auf militärische und zivile Ziele.

### Der politische Arm
Am 21. März 1985 wurde die Gründung der Eniya Rizgariya Netewa Kurdistan (Nationale Befreiungsfront Kurdistans, ERNK) als politische Organisation bekannt gegeben. Juni 2004 erfolgte die Umbenennung in Civata Demokratîk a Kurdistan (Vollbezeichnung: „Koordination der kurdisch-demokratischen Gesellschaft in Europa“).

### Weitere Teilorganisationen
Die PKK organisiert sich mittels einer Vielzahl von Teilorganisationen.
- Die „Konföderation der Kurdischen Vereine in Europa“ (KON-KURD, Konfederasyona Komelên Kurd Li Avrupa) ist die legale Organisationsstruktur der PKK in Europa. Ihre Mitglieder sind die verschiedenen Föderationen der kurdischen Vereine in den jeweiligen Ländern. In Deutschland heißt die Mitgliedsföderation YEK-KOM (Yekitîya Komalên Kurd li Elmanya). Dieser Föderation gehören wiederum die einzelnen Vereine an.
- Der „Verband der Studierenden aus Kurdistan“ (Yekitîya Xwendevkarên Kurdistan, YXK) gilt als der PKK nahestehend.
- Ferner existieren religiös orientierte Teilorganisationen für Sunniten (HIK), für Aleviten (KAB) und für Jesiden (YEK) und Organisationen für Lehrer (YMK), Juristen (YHK) und Schriftsteller (YNK).
- Komela Malbaten Mexdur û Wendahiyan-KOMAW (Verein für die Familienangehörigen der Opfer und Verschwundenen) e. V.
- Der Verband der Kurdischen Vereine in Österreich (FEYKOM) ist Mitglied des KON-KURD und sympathisiert offen mit der PKK.
- Auch der Unternehmerverband KARSAZ wird mit der PKK in Verbindung gebracht.

### Die Medien
Folgende Medien werden als PKK-nah eingestuft:
- Roj TV: Fernsehsender mit Sitz in Dänemark[11]
- Yeni Özgür Politika („Neue Freie Politik“): überwiegend türkischsprachige Tageszeitung mit Sitz in Neu-Isenburg[11]
- Firatnews Agency (kurdisch Ajansa Nûçeyan a Firatê, ANF): türkischsprachige Nachrichtenagentur[11]
- Serxwebûn („Unabhängigkeit“): Monatszeitung und zentrales Strategieorgan der Organisation
- Ciwanên Azad („Freie Jugend“): dreisprachige Monatszeitschrift für die Jugendorganisation der PKK[12]
- Newaya Jin: Frauenzeitschrift[13]
- Mezopotamien Verlag und Vertrieb GmbH, Sitz in Neuss[14][15]
- Mir Multimedia, Sitz in Neuss[16][15]

## Geschichte

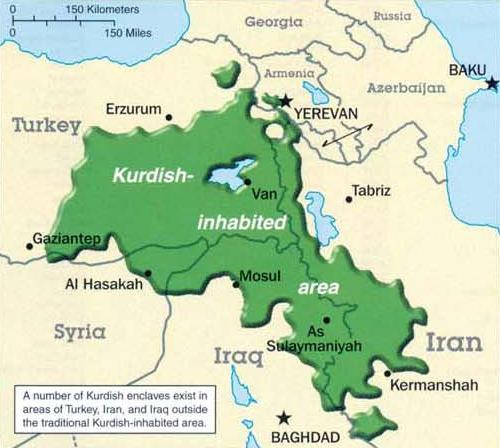
Siedlungsgebiete der Kurden laut CIA 2002

Die Gründung der PKK fiel in eine Zeit politischer Radikalisierung in den 1970er Jahren, in denen kommunistische türkische Organisationen und illegale kurdische Organisationen gegen Rechtsradikale wie die Grauen Wölfe kämpften, es aber auch untereinander zu bewaffneten Auseinandersetzungen kam, die die Form eines Bürgerkriegs annahmen. In Ankara waren kurdische Studenten wie Abdullah Öcalan zunächst in Vereinen wie ADYÖD (Demokratischer Hochschulverein Ankara) aktiv. Ab dem Jahre 1973 bildete sich um Abdullah Öcalan eine Gruppe, die sich seit 1975 Kürdistan Devrimcileri (Kurdistan-Revolutionäre) nannte. Im Unterschied zu den anderen linken Gruppen dieser Zeit verzichtete sie auf die Gründung einer eigenen Zeitung. Sie beschränkte sich zunächst darauf, in persönlichen Gesprächen Anhänger anzuwerben, mit denen sie den bewaffneten Kampf aufnehmen wollte. Die bewaffneten Einheiten wurden auch als UKO (Ulusal Kurtuluş Ordusu – nationale Befreiungsarmee) bekannt, und im Volksmund sowie den Medien wurde meistens der Begriff Apocular (Anhänger von Apo, eine Kurzform für Abdullah) verwandt. Im Jahre 1974 wurden erste Aktionen durchgeführt. 1975 reisten Mitglieder der Kürdistan Devrimcileri durch verschiedene Städte Ost- und Südostanatoliens, um Anhänger für ihre nationale Idee zu gewinnen und erste bewaffnete Aktionen durchzuführen. Dabei kam es auch zu gewaltsamen Auseinandersetzungen mit anderen linken kurdischen Organisationen. Die Bewegung konnte bis 1978 in verschiedenen Gebieten der Ost- und Südosttürkei Anhänger gewinnen.

### Organisationsgründung und erste Jahre
Am 27. November 1978 gründete Öcalan zusammen mit 24 Mitstreitern die PKK im Dorf Ziyaret bei Lice in der Provinz Diyarbakır. Das Ziel der marxistisch-leninistisch orientierten Organisation lautete, durch einen Guerillakrieg eine Revolution zu erreichen und anschließend einen eigenen kurdischen Staat zu gründen. Als zentrales Problem Kurdistans wurde eine doppelte Unterdrückung gesehen: eine nationale Unterdrückung durch den türkischen Staat und die ihn unterstützenden imperialistischen Mächte sowie eine Unterdrückung der Demokratie durch die feudalen innerkurdischen Strukturen. Dem Kampf gegen nationale Unterdrückung wurde Vorrang eingeräumt. Träger der kurdischen Revolution sollten Arbeiter, arme Bauern und die kurdische Jugend sein.
Die PKK legte dafür von Anfang an ihren Schwerpunkt auf militante Aktionen und versuchte eine Widerstandsbewegung gegen die kurdischen Landbesitzer und die herrschenden Kurdenführer aufzubauen. Im Jahre 1979 kam es in der Region Siverek-Hilvan in der Provinz Şanlıurfa zu Auseinandersetzungen zwischen verschiedenen kurdischen Stämmen. Nach einer Darstellung griff die PKK zugunsten enteigneter Aghas ein, da sie deren Gegner ohnehin als Feinde betrachtete. Anderen Darstellungen zufolge tötete zunächst ein Mitglied des mächtigen Suleymanlar-Stammes einen PKK-Kämpfer, wofür sich diese zwei Monate später mit der Tötung des Stammesführers Mehmet Baysal rächte. Die folgenden Kämpfe mit dem Stamm machten die PKK in der Stadt populär. Einige Monate später verübte sie einen misslungenen Mordanschlag auf den Großgrundbesitzer Mehmet Celal Bucak, der gleichzeitig Abgeordneter der Adalet Partisi in Ankara war und in dem Ruf stand, „seine“ Bauern rücksichtslos und mit staatlicher Hilfe auszubeuten.
Durch den zweiten Militärputsch in der Türkei 1980 wurden Anhänger und zahlreiche Kader der PKK inhaftiert. Ein Teil der Kämpfer und die verbliebene Parteiführung zogen sich zur Neuorganisation in von Syrien kontrollierte Gebiete des Libanons zurück. Die PKK nahm 1982 ihre Aktivitäten wieder auf.

### Die Parteikongresse
- Erster Parteikongress zwischen dem 15. und 26. Juli 1981 an der syrisch-libanesischen Grenze: Eine Selbstkritik führte zu temporärer Zusammenarbeit mit anderen linken Organisationen.
- 2. Kongress zwischen dem 20. und 25. August 1982 in Syrien nahe an der Grenze zu Jordanien: Die HRK (Hezen Rızgariya Kürdistan – Befreiungseinheit Kurdistan) wurde gegründet und es wurde beschlossen, Anfang 1984 den bewaffneten Kampf aufzunehmen. Dies geschah am 15. August 1984 mit Angriffen auf die Kreisstädte Eruh (Dihê) und Şemdinli (Semzînan).
- 3. Kongress zwischen dem 26. und 30. Oktober 1986 im Libanon. Man beschloss die Ausweitung des bewaffneten Kampfes und ersetzte die HRK durch die ARGK (Arteşe Rızgariye Gele Kürdistan – Volksbefreiungsarmee von Kurdistan). Zur Unterstützung wurde am 21. März 1985 der politische Flügel ERNK (Eniya Rızgariya Netewa Kürdistan – Nationale Befreiungsfront von Kurdistan) gegründet.
- Der 4. Kongress fand vom 26. bis 31. Dezember 1990 im Nordirak statt. Es wurden vorbereitende Schritte für ein Nationalparlament unternommen. Einige der zuvor bestraften „Dissidenten“ wurden im Rahmen einer umfassenden Selbstkritik der Partei rehabilitiert.
- Auf dem 5. Kongress, der zwischen dem 8. und 27. Januar 1995 stattfand, wurde ein neues Parteiprogramm verabschiedet. Unter dem Begriff „Bildung der Volksmacht“ wurde die Schaffung eines neuen Staatsgebildes angestrebt.
- Der 6. Kongress der Partei fiel in die Zeit der Ergreifung von Abdullah Öcalan und wurde zwischen dem 19. Januar und 16. Februar 1999 auf den Kandil-Bergen im Nordirak abgehalten. Aus Protest gegen das „Komplott“ (die „Verschleppung“ des Vorsitzenden der PKK) sollten Selbstmordattentate und Massendemonstrationen durchgeführt werden.

### Nach der Inhaftierung Öcalans
In seiner Verteidigungsrede rief Öcalan zum Frieden und Dialog auf und rief die bewaffneten Kräfte auf, sich hinter die Grenzen der Türkei zurückzuziehen. Der befürchtete Bürgerkrieg blieb aus. Die kurdische Guerilla zog sich stattdessen zunächst größtenteils aus der Türkei zurück und richtete im Norden des Irak die sogenannten Medya-Verteidigungsgebiete ein. Infolge der zwischenzeitlichen Entspannung wurde 2002 nach mehreren Jahren der Ausnahmezustand (OHAL) im Südosten der Türkei aufgehoben.

Logo des KADEK

Logo des Kongra-Gel

Logo der KKK

Zwischen dem 2. und 23. Januar 2000 fand der 7. Kongress der Partei in den Kandil-Bergen im Nordirak unter Beteiligung von 380 bis 400 Organisationsmitgliedern statt. Das Ziel, eine Lösung der kurdischen Fragen innerhalb der bestehenden Grenzen der Türkei zu finden, wurde offen formuliert. Die ARGK wurde durch die HPG (Hêzên Parastina Gel – Volksverteidigungseinheiten) ersetzt. Da die PKK international auf die Liste der Terrororganisationen kam, wurde auf dem 8. Kongress zwischen dem 4. und 10. April 2002 die Umbenennung in KADEK (Kongreya-Azadiya Demokratika Kürdistan – Freiheits- und Demokratiekongress Kurdistan) beschlossen. Abdullah Öcalan wurde ihr Ehrenvorsitzender. Der KADEK wurde auf seinem 2. Kongress am 6. November aufgelöst und KONGRA-GEL (Kurdistan Volkskongress) wurde gegründet.
Im Jahr 2004 kam es zu Spaltungen innerhalb der PKK. Osman Öcalan, der Bruder von Abdullah Öcalan, verließ im Mai 2004 das PKK-Lager in den nordirakischen Kandil-Bergen und floh mit weiteren Führungsmitgliedern in die Obhut der nordirakischen Kurden nach Mosul, wo sie mit dem Aufbau der Patriotischen Demokratischen Partei (PWD) begannen. Die Arbeiterpartei Kurdistan (PKK) reorganisierte sich im April 2005, nachdem sie sich 2002 für aufgelöst erklärt hatte. Vom 21. bis 30. August 2008 fand ihr 10. Parteikongress statt.
Der Demokratische Konföderalismus ist eine Theorie von Abdullah Öcalan, die von der Partei auf einer Versammlung zwischen dem 4. und 21. Mai 2005 beschlossen wurde. Er ist ein von Murray Bookchin inspiriertes Gesellschaftsmodell. Wichtiges Schlagwort hierbei ist die „demokratisch-ökologische und auf Geschlechterbefreiung ausgerichtete Gesellschaft“. Das System zielt ferner auf die Überwindung staatsfixierter und nationalstaatlicher Strukturen. Die Deklaration – wie sie vom 6. bis 9. Juni 2005 in der Ögzür Politika veröffentlicht und Oktober 2007 modifiziert wurde – sieht jedoch die Bildung von staatstypischen Strukturen vor: eine eigene Staatsbürgerschaft, eine eigene Armee, eine eigene Gerichtsbarkeit, ein eigenes Parlament, eigene Wirtschafts- und Finanzstrukturen und eine eigene Fahne. Der Konföderalismus ist dem libertären Kommunalismus zuzurechnen.
Auf der 3. Vollversammlung unter dem Vorsitz von Mustafa Karasu wurde beschlossen, die KKK/TK (Kurdistan Demokratischer Konföderalismus / Türkei-Koordination) ins Leben zu rufen. Auf der Vollversammlung zwischen dem 17. und 22. April 2006 wurde in den Lagern im Nordirak die Türkei-Koordination (TK) in Türkei-Parlament (TM) umbenannt. Auf einer Versammlung, an der zwischen dem 3. und 5. November 2006 insgesamt 237 Delegierte teilnahmen, wurde beschlossen, dass parallel zum Türkei-Parlament ähnliche Strukturen im Iran, im Irak und in Syrien gebildet werden.
Die Vereinbarung (sözleşme), die als Verfassung der Union der Gemeinschaften Kurdistans angesehen wird, wurde auf einem Kongress vom 16. bis 22. Mai 2007 verabschiedet. Die KCK ist demzufolge ein „demokratisches, gesellschaftliches und konföderales System“. Sie hat Mitglieder, ein eigenes Gerichtswesen, führt den bewaffneten Kampf, hat zentrale und lokale Organisationen und versucht Einfluss auf lokale Verwaltungen zu nehmen. Sie erkennt Abdullah Öcalan als den Führer an. Die ideologische Kraft ist die PKK (Artikel 36 der Vereinbarung). Nach diesem Datum wurde die PKK/KONGRA-GEL nach den Prinzipien der Vereinbarung neu organisiert.
Trotz seiner bis November 2009 geltenden Einzel- und Isolationshaft galt Öcalan nach wie vor als eine Schlüsselfigur bei der Lösung der Kurdenfrage und agierte aus dem Gefängnis heraus über seine Anwälte. Während sich der türkisch-kurdische Konflikt in den Jahren 2011 und 2012 verschärfte, rief Öcalan im November 2012 erfolgreich dazu auf, einen zweimonatigen Hungerstreik von ca. 1700 kurdischen Gefangenen und Politikern (darunter Leyla Zana) zu beenden. Der irakische Staatspräsident Dschalal Talabani setzte sich währenddessen diplomatisch für einen Friedensplan ein, der zu Verbesserungen von Öcalans Haftbedingungen und einer späteren Amnestie führen könnte. Während sich die türkische Regierung, Öcalan und die PKK-Führung gesprächsbereit zeigten, durften am 3. Januar 2013 erstmals zwei Abgeordnete der kurdischen Partei Barış ve Demokrasi Partisi (BDP) Öcalan besuchen. Mitte Februar 2013 reichte die BDP offiziell beim türkischen Justizministerium in Ankara eine Erlaubnis für den Besuch einer Delegation kurdischer Politiker beim inhaftierten PKK-Führer ein; der türkische Ministerpräsident Recep Tayyip Erdoğan hatte zuvor im Grundsatz seine Zustimmung zu einem Besuch gegeben.
Im März 2013 ließ Öcalan in Diyarbakır durch BDP-Politiker einen Aufruf zu einer Waffenruhe verkünden. Alle kurdischen Kämpfer sollten sich aus der Türkei zurückziehen. „Unser Ziel ist eine Demokratisierung auf dem Gebiet der ganzen Türkei“, wurde Öcalan zitiert. In den Wochen zuvor hatte die PKK acht in den Nordirak verschleppte Türken freigelassen. Anfang Mai desselben Jahres begann die PKK mit dem Abzug ihrer Kämpfer aus der Türkei. Im September 2013 unterbrach die PKK den Abzug der Kämpfer bei gleichzeitiger Aufrechterhaltung der Waffenruhe. Im März 2015 rief Öcalan erneut zu einem Friedensprozess zwischen der Türkei und der PKK auf, in dessen Verlauf die PKK den bewaffneten Kampf einstellen würde. Der Aufruf von Öcalan hat nicht zu Friedensverhandlungen zwischen der Türkei und der PKK geführt. Im Juli 2015 erklärte Erdoğan den Friedensprozess offiziell für beendet, nachdem die PKK zwei Polizisten mit Kopfschüssen hingerichtet hatte.
Im Jahr 2024, nachdem Devlet Bahçeli gefordert hatte, dass Öcalan „ins Parlament“ kommt und dort erklärt, dass die PKK aufgelöst sei, unterstützte Erdoğan diesen Vorschlag. Daraufhin durfte Öcalan Familienbesuch empfangen. Über seinen Neffen Ömer wandte sich Öcalan an die Öffentlichkeit: „Wenn die Voraussetzungen stimmen, bin ich imstande, die Gefechtsphase auf die rechtliche und politische Ebene zu verlagern.“ Laut Medienberichten soll anschließend Öcalan mit der PKK-Führung telefoniert haben.
Ende Februar 2025 rief Öcalan schließlich dazu auf, die PKK aufzulösen und die Waffen niederzulegen. Die PKK hatte allerdings zuvor erklärt, dass es mit dem Aufruf nicht getan sei. Öcalan müsse freigelassen werden und einen Kongress zur Auflösung der PKK persönlich leiten. Im Mai 2025 verbreitete die PKK dann eine Erklärung, wonach der zwölfte Kongress der Partei beschlossen habe, „die Organisationsstruktur der PKK aufzulösen und die Methode des bewaffneten Kampfes zu beenden“.

## Ideologie und Kultur
Ideologisch unterschied sich die PKK bei ihrer Gründung nicht von anderen kurdischen marxistischen Organisationen. Kurdistan wurde als halbfeudale und halbkapitalistische Kolonie der Türkei betrachtet. Hauptziel war die Revolution und die Schaffung eines unabhängigen kurdischen Staates, eine Idee, die 1993 – zumindest offiziell – aufgegeben wurde. Wesentlicher Unterschied war jedoch die Haltung der PKK zur Gewalt. Gemäß einer Analyse des Council on Foreign Relations verübte die PKK im Jahr 2011 insgesamt 35 Terrorakte und stand damit auf Position 9 der weltweit aktivsten Terrororganisationen.

### Die Gewaltfrage
Bereits in der Formierungsphase der Organisation wurde der erste Abweichler ermordet. Abdullah Öcalan, Cemil Bayık und Şahin Dönmez beschlossen 1977 den Tod von Celal Aydın, wie Dönmez später gestehen sollte, als er die Polizei zur Leiche führte. Mörder war nach Angaben von Sakine Cansız in ihrer Autobiographie Ali Gündüz.
In dem Parteiprogramm der Organisation heißt es zur Gewalt:

„Ein drittes Charakteristikum dieser Revolution ist, dass sie auf dem Weg über die Mobilisierung der breiten Kräfte des Volkes über einen langandauernden Kampf siegen wird […] Die Methoden des Kampfes basieren notwendig in weitem Umfang auf Gewalt.“

So steht in dem 1978 erschienenen Manifest der PKK zur Gewalt:

„In einem Land, in dem die Agenten- und Geheimdienstorganisationen wie ein Netz geflochten sind, ist die revolutionäre Taktik dadurch bestimmt, dass in der ersten Etappe gegen diese Agentenstruktur und Geheimdienstorganisation ein erbarmungsloser Kampf geführt werden muss.“

Weitere Morde an früheren Aktivisten folgten. Zwischen 1983 und 1985 ordnete Öcalan die Ermordung von mindestens 11 Kommandanten und Funktionären an, darunter Cetin Güngör, der 1985 in Schweden ermordet wurde. 1988 begann die PKK mit der Ermordung von Lehrern, denen sie vorwarf, Agenten des türkischen Staates zu sein. Zunächst tötete sie fünf Lehrer in der Provinz Mardin. Bis 1994 tötete die PKK 88 Lehrer und Lehrerinnen bei Überfällen. Ab 1995 sank die Zahl der Angriffe auf Dorfschullehrer und Lehrerinnen, allerdings wurden bis 1998 hunderte Schulen in den kurdischen Gebieten aus Sicherheitsgründen geschlossen. Im 21. Jahrhundert kam es noch vereinzelt zu Angriffen auf Schulen, bei denen vier Lehrer und Lehrerinnen starben.

### Personenkult

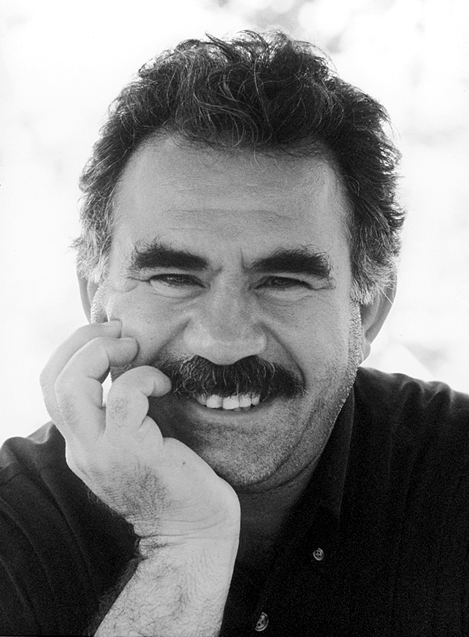
Der inhaftierte PKK-Führer Abdullah Öcalan

Als charakteristisch für die PKK wird der Personenkult um Abdullah Öcalan angesehen. Seit den frühen 1980er Jahren hatte der PKK-Führer begonnen, seine „charismatische Herrschaft“ mit mehr Macht zu entwickeln und anzuwenden, worin nach Auffassung des Kurdenexperten Ali Kemal Özcan „ein wirksamer Quell der Motivation sowohl innerhalb der Parteiorganisation als auch unter den kurdischen Massen“ lag. Die PKK war nach Ansicht des Kurdologen Martin van Bruinessen „zweifellos die proletarischste (ihren Verleumdern zufolge lumpenproletarisch) unter den kurdischen Organisationen“. Die meisten ihrer Mitglieder und Sympathisanten waren sehr jung und von geringer Bildung. Der ausgeprägte Führerkult um Abdullah Öcalan als Serok Apo („Führer Apo“) wird auf die plebejische Basis der PKK zurückgeführt, ebenso wie andere nachhaltig prägende Elemente der politischen Praxis der PKK – so unter anderem die Tendenz der Organisation zum Monolithismus, der dem Kollektiv gegenüber dem Individuum gegebene Vorrang, millenaristische Erwartungshaltung und physische Militanz. Die von Öcalan ausgegebene Losung „Nicht das Individuum steht zur Debatte, sondern die Klasse. Es geht nicht um den Augenblick, sondern um die Geschichte.“ wird als Ausdruck der Militanz der PKK gegenüber äußerer Verfolgung und tatsächlichem oder vermeintlichem Verrat von innen angesehen.
Für seine Anhänger soll Öcalan nicht allein als Parteiführer – im PKK-Jargon abstrakt als önderlik (deutsch: „die Führung“) bezeichnet – gelten, sondern darüber hinaus auch als Philosoph und Prophet. Öcalan selbst hatte 1982 erklärt: „Eine Person repräsentiert den neuen aufrechten Gang, praktisch die Neuauferstehung einer Nation. Meine Rolle ist in der Tat die eines Propheten, der zu einem geknechteten, gnadenlos unterdrückten Volk spricht.“ Nach seiner Gefangennahme thematisierte Öcalan diese Gleichsetzung mit den Propheten des Islam oder Christentums. Im Zusammenhang mit seiner Heimatregion Urfa, die als Geburtsort des Propheten Abraham gilt, nannte Öcalan die PKK eine „moderne Version vergangener prophetischer Bewegungen“. Er habe sich trotz Bezugnahme auf den zeitgemäßen Nationenbegriff und den Sozialismus zu keiner Zeit „den Geist des 20. Jahrhunderts zu Eigen gemacht“, sondern sei eher von der dörflichen Kultur und der Kultur Urfas als von universelleren Werten geprägt worden.
In westlichen Medien wurde der Personenkult um Öcalan teilweise mit dem Stalin-Kult der 1930er bis 1950er Jahre in der Sowjetunion verglichen. Von pro-kurdischen Aktivisten wurde eingewandt, die Anhänger Öcalans würden Öcalan im Gegensatz zu dem von Stalin selbst verordneten Personenkult freiwillig verehren und erlitten im Gegensatz zu den Verhältnissen unter Stalin aufgrund ihrer Verehrung des Serok Apo staatliche Verfolgung in der Türkei, wo allein für das Rufen von Pro-Öcalan-Parolen langjährige Haftstrafe drohten. Auch in Deutschland kam es aufgrund von Öcalan-Fahnen auf Demonstrationen regelmäßig zu Festnahmen. Öcalan selbst stritt in seiner Verteidigungsschrift ab, den Personenkult angeordnet zu haben: „Weder der PKK noch den Kurden allgemein habe ich jemals befohlen, mir zu folgen“, so Öcalan. „Weil es außer mir niemanden gab, wurde mir eine Rolle zugeschrieben, die wohl schwieriger zu erfüllen war als der Part Jesu vor zweitausend Jahren. Auch die Rolle des Schmiedes Kawa wurde mir zugeschrieben und eine Übertragung der Bedeutung der Heiligkeit des Propheten Abraham in unserer Gegenwart. In mich wurden die großen Heils- und Glückserwartungen der klassischen Volkslegenden hineinprojiziert.“
Der Kult um Abdullah Öcalan soll sich in den Jahren seiner Gefangenschaft auf İmralı noch wesentlich verstärkt haben. Während die Generation der PKK-Führungskader den Parteivorsitzenden noch persönlich kannte, sei dieser für die neue Generation Jugendlicher, die sich nach Meldungen über Misshandlungen Öcalans regelmäßig Straßenkämpfe mit der Polizei lieferten, bereits „zu einer nicht mehr mit menschlichen Maßstäben fassbaren nahezu mystischen Gestalt entrückt“, urteilten die pro-kurdischen Autoren Brauns und Kiechle 2010.

### Märtyrerkult
Die PKK erklärt alle ihre toten Mitglieder zu Märtyrern. Ihre Hinterbliebenen – in manchen Gebieten sind die Mütter und Witwen toter PKK-Kämpfer an weißen Kopftüchern erkennbar – werden oft bevorzugt und ehrenvoll behandelt.
Der Märtyrerkult der PKK um ihre im Kampf gefallenen Mitglieder nimmt wie die Verehrung Öcalans fast religiösen Charakter an. In kurdischen Kulturvereinen finden sich regelrechte Altare, die mit der Parteifahne und Bildern des Führers und der Märtyrer geschmückt sind. Im Zusammenhang mit dem Märtyrerkult wurden beispielsweise die während der 1990er Jahre wiederholt stattgefundenen Selbstverbrennungen junger Frauen, die sich unter anderem in Deutschland zutrugen, als Selbstaufopferungen aufgefasst.

#### Märtyrer, Newroz und PKK im nationalen Mythos
Das Newroz-Fest wurde zum bedeutendsten Tag des Jahres im kurdischen politischen Aktivismus in der Türkei und während der 1990er Jahre versammelten sich große Menschenmengen, um am 21. März zu feiern und zu demonstrieren. Die öffentlichen Feiern und Massendemonstrationen erhoben Newroz zum Tag des nationalen Widerstandes, an dem nicht nur viele individuelle Aktivitäten des Widerstandes, sondern auch der Selbst-Opferung stattfanden, die es der PKK ermöglichten, diese Taten als Teil eines langen Kampfes Kurdistans für die Freiheit zu beschreiben und darzustellen. Dies stellte den Kampf der PKK in den Kontext einer längeren Zeitachse und erlaubte es der PKK, sich als Verkörperung des nationalen Kampfes der Kurden zu präsentieren. Eine Hauptstütze des Diskurses der PKK wurde der Widerstand im Gefängnis Diyarbakır, dessen Schlüsselereignisse mit dem Selbstmord von Mazlum Doğan am 21. März (Newroz) 1982 als erklärtem Protest gegen anhaltende Folter und Unterdrückung begannen. Der Widerstand wurde mit Selbstverbrennungen von vier PKK-Mitgliedern am 18. Mai 1982 fortgesetzt und gipfelte im „Todesfasten“, das am 14. Juli 1982 begann und zum Tod von vier weiteren Führungsmitgliedern der PKK im September 1982 führte. Doğans Tod wurde im kurdischen politischen Magazin Serxwebûn zunächst als Teil konzertierter Anstrengungen des kemalistischen Regimes zur Auslöschung aller kurdischen politischen Gefangenen dargestellt, während die am 21. März 1983 verbreitete Stellungnahme zum einjährigen Gedenken seines Todes ihn als den „zeitgenössischen Kawa“ und seinen Selbstmord als Akt des Widerstandes beschrieb. In folgenden Artikeln zur Erinnerung an den Widerstand wurde die Bedeutung der Aktionen der Führungsmitglieder in den Mittelpunkt gerückt und ihr Widerstand als „bewusste politische Aktion“ beschrieben. Zusätzlich zum Guerillakrieg wurden in den frühen 1990er Jahren wiederholt Akte der Selbstverbrennung durchgeführt und als Beispiele von „Aktionen außerordentlichen Widerstands“ dargestellt. Den Anfang machte die Medizinstudentin Zekiye Alkan aus Diyarbakır, die sich selbst am 21. März (Newroz) 1990 an der Stadtmauer anzündete. Später folgten entsprechende Taten von Rahşan Demirel in Izmir 1992 und „Berîvan“ (Nilgül Yıldırım) und „Ronahî“ (Bedriye Taş) in Deutschland 1994. Diese Selbstverbrennungen wurden als heilige Akte des Widerstandes und der Aufopferung um der nationalen Freiheit willen beschrieben, wobei diese Aufopferungs- und Heldentaten am Tag des Newroz-Festes erfolgen sollten. Dabei bildeten in den frühen 1990er Jahren Frauen die Hauptakteure der Selbstverbrennungen und der „heroischen“ und „Aufopferungs“-Aktionen. Zusätzlich begannen auch die „heroischen Taten“ und „Opfer“ weiblicher Guerillas eine zentrale Stellung in der Repräsentation des zeitgenössischen Widerstandsmythos der PKK einzunehmen. Nachhaltige Aufmerksamkeit erhielt der dazu zählende Tod von Gülnaz Karataş (Beritan) am 25. Oktober 1992, die sich selbst während des Krieges der PKK mit irakischen Kurden von einem Bergvorsprung gestürzt haben soll, um einer Gefangennahme zu entgehen, nachdem sie erkannt habe, dass sie den angreifenden Peschmerga der KDP nicht entkommen könne. Beritans Tat wurde als Akt äußersten Heldentums und höchster Hingabe für den Kampf dargestellt und wurde von der PKK ausgiebig als Verkörperung des Widerstandsgeistes der PKK genutzt. In ähnlicher Weise wurde der Tod von Zeynep Kınacı (Zilan), die die erste Selbstmordattacke gegen türkische Truppen in Tunceli durchgeführt hatte, als Verkörperung des Widerstandsgeistes der PKK in Anspruch genommen.
Während der Gedenkveranstaltungen zu diesen Methoden des Widerstands und in zu ihren Jahrestagen veröffentlichten Stellungnahmen wurden diese individuellen Widerstandsaktionen und Aufopferungen als Katalysator eines ausgedehnten Widerstandes beschrieben. So wurde etwa der Selbstmord von Mazlum Doğan als das Ereignis beschrieben, das den Widerstand im Gefängnis Diyarbakır und den Guerillakrieg der PKK aktiviert habe. In ähnlicher Weise beschrieb die PKK die Selbstverbrennung von Zekiye Alkan als Katalysator einer ausgedehnten Periode des aktiven Widerstands und des serhildan (Volksaufstand) in den städtischen Zentren der Region, an dem viele gewöhnliche Kurden teilnahmen. Trotz der Unwahrscheinlichkeit des Bestehens eines strengen Kausalzusammenhanges, wie er im Narrativ der PKK betont wurde, lag die Bedeutung seiner Behauptung darin, dass individuelle Personen und ihre Widerstandsmethoden als „beispielhaft“ für den Widerstand der PKK konstruiert wurden und die individuellen Taten dazu benutzt wurden, um Andere dazu zu motivieren, sich dem Widerstand anzuschließen. In erster Linie zielten die Gestaltung dieser Beispiele im Diskurs der PKK und die mit ihrem „heroischen Widerstand“ verbundenen Praktiken des Gedenkens darauf ab, gewöhnliche Kurden zur Ausübung solcher Akte des Heldentums und der Selbstopferung für die Bewegung und den kurdischen Kampf zu motivieren.
In den 1980er und 1990er Jahren wurde der Widerstand führender PKK-Mitglieder in zahlreichen Artikeln in den politischen kurdischen Magazinen Serxwebûn und Berxwedan durchweg und ausgedehnt diskutiert, ebenso wie bei den politischen Zusammenkünften und öffentlichen Versammlungen, die an den Jahrestagen dieser Märtyrer-Ereignisse zum Gedenken an ihren Widerstand stattfanden. Die Geschichte des Widerstands der führenden PKK-Mitglieder und der frühesten Märtyrer ihres Kampfes wurde durch zahlreiche Gedenkveranstaltungen und -Praktiken weitreichend verbreitet und weitererzählt. So ist es übliche Praxis in den kurdischen Gemeindezentren in ganz Europa, Bilder sowohl der Führungsfiguren als auch der frühesten Märtyrer der PKK aufzustellen, insbesondere von Mazlum Doğan und anderen, die während des Widerstands im Gefängnis Diyarbakır starben, ebenso wie von Mahsun Korkmaz, dem ersten Kommandeur der militärischen Kräfte der PKK, der im März 1986 starb. In den Publikationen der PKK erscheinen häufig umfangreiche Nachrufe für die frühen PKK-Märtyrer und andere Guerillas. Die Gedenkpraktiken, insbesondere die Nachrufe und Lebensgeschichten der Guerillas in den Magazinen Serxwebûn und Berxwedan romantisierten das Guerillaleben. In den 1990er Jahren nahmen viele Menschen an den Bestattungsfeiern der PKK-Guerillas in der Türkei teil.
Die Darstellung des Widerstands war nicht auf politische Diskurse beschränkt, sondern es wurden auch andere gestalterische und künstlerische Formen wie Musik und Poesie genutzt, um die Sendung von der Bedeutung des Widerstandes im Gefängnis Diyarbakır zu transportieren. So erschienen künstlerische Rekonstruktionen der Widerstandsaktionen auf zahlreichen Postern. Ein 1982 erstmals in Serxwebûn publiziertes Gedicht mit dem Titel Ben İnsandım (türkisch für: „Ich bin ein Mensch gewesen“) des hochrangigen PKK-Mitglieds Ali Haydar Kaytan erzählt von Leben und Kampf des PKK-Kaders Haki Karer, der am 18. Mai 1977 getötet wurde und als erster „Märyter“ der PKK angesehen wird (obwohl 1977 bereits zuvor das PKK-Mitglied Aydın Gül von der Gruppe „Halkın Kurtuluşu“ getötet worden sein soll). Darüber hinaus wurden die Geschichten der Widerstandsmethoden von den 1980er Jahren an in der Musik der Gruppe Koma Berxwedan erzählt sowie später in den 1990er Jahren von anderen Musikgruppen. Der zeitgenössische Widerstandsmythos bildete nach Ansicht des Politikwissenschaftlers Cengiz Gunes das Zentrum des Wiedererwachens der kurdischen Kultur in der Türkei, während der Widerstand der PKK das Hauptthema des Narrativs bildete, der von der Musikgruppe Koma Berxwedan und vielen anderen Gruppen und Musikern in ihrer Widerstandsmusik erzählt wurde. Lieder, die des Widerstandes und der Opfer der zahllosen PKK-„Helden“ und „Heldinnen“ gedachten, waren in der Widerstandsmusik häufig. Beispielsweise erzählt ein populäres Lied von Hozan Dilgeş, Li Mêrdine Li Bagoke, die Geschichte eines Gefechts zwischen der ARGK und türkischem Militär im Bagok-Gebirge nahe Nusaybin vom 1. April 1988, das trotz der schweren Verluste der besonders jungen und unerfahrenen PKK-Kräfte als eine ihrer „epischen Schlachten“ idealisiert wird. In ähnlicher Weise wie bei der Auseinandersetzung mit den „Heldentaten“, die von den frühen PKK-Mitgliedern im Gefängnis begangen wurden, unterstreicht das Lied den Heroismus und die Selbstaufopferung der Guerrillas, die in dem Gefecht kämpften und starben. Die Musik spielte eine bedeutende Rolle für die praktische Manifestierung des nationalen Befreiungsdiskurses der PKK, indem sie die Geschichte des Kampfes der PKK und des Widerstands über ein Medium erzählte, das für viele Menschen zugänglich war. Die kulturelle Darstellung des Kampfes über die Musik ermöglichte es der PKK, breitere kurdische Gemeinschaften zu erreichen. Dazu verwendete oder modifizierte die Widerstandsmusik populäre Volksliedweisen, die breiten kurdischen Bevölkerungskreisen vertraut waren und in den Volkstänzen Verwendung fanden, wodurch den Gedenkpraktiken für die Märtyrer ein performativer Aspekt hinzugefügt wurde.
Der zeitgenössische Widerstandsmythos der PKK wurde in starkem Maße für den Mobilisierungsprozess genutzt, wobei Bilder der frühen PKK-Märtyrer und solche ihrer weiblichen Kämpfer häufig in den PKK-Veröffentlichungen verwendet wurden. Insgesamt bestand die Bedeutung des neuen Widerstandsmythos für die Mobilisierung von Kurden für die PKK darin, dass er den Diskurs der PKK stärkte und die Glaubwürdigkeit der PKK unter Kurden erhöhte. Die Bedeutung des Guerillakrieges bestand unter anderem darin, dass er dem Widerstand einen täglich stattfindenden Charakter verlieh und viele davon überzeugte, dass die PKK in der Lage sei, eine Unabhängigkeit der Kurden durchzusetzen.

#### Ausgewählte Märtyrer der PKK
Für die Organisation besonders bedeutsame „Märtyrer“ sind:
- Hakkı Karer (auch: Haki Karer), Gründungsmitglied türkischer Herkunft, wurde noch vor der offiziellen Gründung der PKK in einem Café in Gaziantep erschossen. Die Ermordung des PKK-Führungskaders Karer durch die konkurrierende kurdische Gruppierung am 18. Mai 1977 soll den Ausschlag gegeben haben zur Festigung der PKK-Strukturen durch die Gründung einer Partei.[65] Auf die Ermordung Karers durch die konkurrierende kurdische Organisation soll die PKK unter anderem mit der Ermordung deren Führers Alattin Kaplan (oder: Alaaddin Kapan) reagiert haben.[66]
- Mazlum Doğan, Generalsekretär der PKK, beging in der Haft Selbstmord. Das ZK-Mitglied erhängte sich am 21. März 1982 (Newroz-Tag) im Militärgefängnis von Diyarbakır. Seit seinem Freitod wurde er von der PKK in Anlehnung an den heldenhaften Schmied aus der Newroz-Legende als „Kawa unserer Tage“ geehrt.[67]
- Kemal Pir, Mehmet Hayri Durmuş, Akif Yılmaz und Ali Çiçek starben 1982 beim am 14. Juli 1982 begonnenen Todesfasten. Kemal Pir (türkischer Herkunft[68]) und Mehmet Hayri Durmuş sollen seitdem zu den zentralen „Märtyrern“ der PKK zählen, deren Bilder in kurdischen Vereinen und Wohnzimmern patriotischer Familien einen Ehrenplatz einnehmen.[67]
- Mahsum Korkmaz, alias Agit, Kommandeur der PKK, wurde 1986 im Gefecht oder durch eigene Kameraden getötet.[69] Ab 1996 wurde nach ihm ein dauerhaftes Ausbildungscamp in der syrisch kontrollierten Bekaa-Ebene nahe dem Dorf Helve benannt, das errichtet werden konnte, weil PKK-Einheiten auf Seite der PLO gekämpft hatten, nachdem die israelische Armee im Mai 1982 in den Libanon einmarschiert war, um die palästinensischen Guerillaorganisationen zu zerschlagen.[70]
- Gülnaz Karataş, alias Beritan, stürzte sich im Jahre 1992 von einem Felsen, um ihrer Gefangennahme durch kurdische Peschmerga-Kämpfer der Demokratischen Partei Kurdistans zu entgehen.[71]
- Zeynep Kınacı, alias Zilan, Selbstmordattentäterin, sprengte sich am 30. Juni 1996 inmitten einer Militärparade in Tunceli (Dersim) in die Luft. Die zum Tatzeitpunkt 25-jährige Zilan wurde von der PKK daraufhin zur „Freiheitsgöttin“ ausgerufen. Angeblich sollen in der Folge viele kurdische Eltern ihren Töchtern den Namen Zilan gegeben haben. In Tunceli soll eine offiziell den Menschenrechten gewidmete Frauenstatue am Platz des Anschlags an das Selbstmordattentat erinnern.[58]
- Halim Dener, mit falschem Namen Ayhan Eser, jugendlicher PKK-Aktivist, wurde am 30. Juni 1994 in Hannover bei einer nächtlichen Rangelei von einem Polizisten tödlich angeschossen.[72][73][74]

Weitere ausgewählte Beispiele für von der PKK als Märtyrer verehrte Personen:
- Hüseyin Çelebi, am 23. Oktober 1992 bei einem Angriff von bewaffneten Einheiten der PDK getötet.[75] Da er Schriftsteller und Dichter war, vergibt die YXK alljährlich den Hüseyin-Çelebi-Preis für Literatur.
- Andrea Wolf, deutsche linksradikale Aktivistin aus dem Umfeld der RAF. 1998 mit etwa 40 anderen PKK-Mitgliedern getötet.
- Engin Sincer, alias Erdal, stammte aus Deutschland und kam 2003 unter ungeklärten Umständen ums Leben.
- Uta Schneiderbanger, deutsche politische Aktivistin. 2005 bei einem Autounfall in der Türkei tödlich verunglückt.
- Layla Wali Hasan, alias Viyan Soran, verbrannte sich 2006 selbst.

### Kulturelle Aktivitäten
Anfänglich bestanden die kulturellen Aktivitäten der PKK aus der Musik der Gruppe Koma Berxwedan (deutsch: „Gruppe Widerstand“ oder „Widerstandsgruppe“), die 1981 in Deutschland formiert wurde, um Kurden in der europäischen Diaspora den Kampf der Bewegung über das Mittel der Musik zu vermitteln. Darüber hinaus nahmen die Mitglieder der Gruppe Koma Berxwedan – auch in Deutschland – eine führende Rolle bei der Etablierung der PKK-Organisation Hunerkom (Künstlerverband) im Jahr 1983 ein, die das Ziel verfolgte, die Entwicklung und Wiederbelebung kurdischer Kultur zu fördern. Zu Beginn fanden die Hunerkom-Aktivitäten innerhalb der Kultur- und Gemeindezentren in Deutschland, Frankreich und den Niederlanden statt. Mit der quantitativen Zunahme dieser Aktivitäten und dem Anwachsen der kurdischen Gemeinschaften in weiteren europäischen Staaten kam es sowohl zu einer Verbreitung dieser kulturellen Aktivität als auch zu ihrem qualitativen Wandel in Richtung höherer Professionalität. 1994 nahm Hunerkom den Namen Kürt Kültür Ve Sanat Akademisi (türkisch für: „Kurdische Akademie für Kultur und Künste“) an. Die Musik bildete einen bedeutenden Aspekt bei der Erneuerung und Entwicklung der kurdischen Kultur und stellte ein wichtiges Medium dar, über das der Kampf der PKK vermittelt wurde, indem die Lieder, die von den gegründeten Gruppen gesungen wurden, von den Widerstandsformen erzählten, die die PKK seit den 1980er Jahren verwendete. Die Gruppe Koma Berxwedan etablierte sich dabei als wichtigstes Instrument für die Vermittlung der Widerstandsmusik und wurde zu einem festen Bestandteil des Kampfes der kurdischen Bewegung. Obwohl sie ihre Auftritte und musikalische Aktivität hauptsächlich in Europa organisierte, schafften es ihre MCs und CDs, auf verborgenen Wegen die Kurden in der Türkei zu erreichen.
Nach der Lockerung der türkischen Restriktionen für den öffentlichen Gebrauch der kurdischen Sprache im Jahr 1991 wurde ein weiteres bedeutendes kurdisches Kulturzentrum, die Navenda Çanda Mezopotamya (NÇM) oder türkisch Mezopotamya Kültür Merkezi (MKM; deutsch: „Mesopotamisches Kulturzentrum“), in Istanbul gegründet, das in ähnlicher Weise das Ziel verfolgte, die Entwicklung und Erneuerung der kurdischen Kultur zu fördern. Innerhalb des MKM und seiner angegliederten Zweigstellen, die während der 1990er Jahre in anderen wichtigen Städten in der Türkei gegründet wurden, wurden weitere Musikgruppen formiert, deren Lieder und Musik ähnliche Widerstandsthemen behandelten wie die Musik der Koma Berxwedan. Zu diesen Gruppen zählten Koma Çiya, Koma Azad, Koma Mizgîn, Koma Asman, Koma Amed, Agirê Jiyan, Koma Rewşen, Koma Şirvan und Koma Rojhilat. Darüber hinaus gab es zahlreiche unabhängige Musiker wie Şivan Perwer, Ciwan Haco, Nizamettin Ariç, Hozan Dilgeş, Aram Tigran und andere, die ebenfalls kurdische Widerstands-, Populär- und Volksmusik produzierten. Ein weiterer Aspekt der kulturellen Aktivitäten der PKK, die von der Hunerkom in Europa organisiert wurden, bestand in der Popularisierung kurdischer Volkstänze. Nahezu jedes kurdische Kulturzentrum in Europa organisierte zahlreiche Volkstanzgruppen und verhalf den Volkstänzen zu ihrer Rolle als bedeutender Betätigung, an der viele gewöhnliche kurdische Leute teilnahmen. Ab 1987 begann Hunerkom das jährlich stattfindende kurdische Kulturfestival Mîhrîcan zu organisieren, das Auftritte und Wettbewerbe veranstaltete, an denen verschiedenartige Volkstanzgruppen in Vertretung zahlreicher Gebiete Kurdistans teilnahmen. Diese Festivals erfüllten eine wichtige Funktion für die Intensivierung der Interaktionen zwischen Kurden aus verschiedenen Regionen und förderten ihre kulturelle Integration und Verständigung. In ähnlicher Weise wurden Musikauftritte bei vielen von der ERNK organisierten Kulturveranstaltungen in verschiedenen europäischen Städten aufgeführt, die den Kurden eine Umgebung boten, in der sie kurdische Kulturangebote konsumieren konnten.

## Betätigungsspektrum

### Bewaffneter Kampf
Von Beginn an war der bewaffnete Kampf das Kernstück in der Politik der PKK. Zu Beginn der Kämpfe im August 1984 soll es 300 bewaffnete Militante gegeben haben. Bis 1990 kämpften etwa 200.000 Soldaten, 70.000 Polizeibeamte, 25.000 kurdische Dorfschützer und 1.500 Anti-Terror-Spezialisten gegen 2.500 PKK-Militante. Der Konflikt forderte bis 1999 etwa 30.000 Todesopfer und Millionen Vertriebene auf beiden Seiten des Konflikts. Die PKK behauptet, stets über ungefähr 10.000 Guerilleros verfügt zu haben.
Der erste terroristische Angriff der PKK auf ein ziviles Ziel war der nächtliche Überfall auf zwei Häuser des kurdischen Dorfes Karageçit im Landkreis Eruh der Provinz Siirt am 8. November 1984. Dabei töteten sie neun Personen, darunter vier Kinder. Am 19. Dezember 1984 wurde Mustafa Çimen als Anführer der Gruppe gefasst, der die Taten vor Gericht einräumte. Çimen wurde in den 1990er Jahren nach seiner Haftentlassung als Verräter durch PKK-Attentäter hingerichtet.
Der bewaffnete Konflikt erreichte in den 1990er Jahren neue Dimensionen. Sprachen offizielle Angaben bis Ende 1990 von 574 getöteten Angehörigen der türkischen Streitkräfte, 1.068 „tot festgenommenen“ Militanten der PKK und 1.045 Opfern unter der Zivilbevölkerung, so wurde die Zahl der zwischen dem 15. August 1984 und 30. Mai 1999 getöteten PKK-Kämpfer mit 18.348 angegeben. Die PKK machte zu den Todesopfern des Krieges von 1984 bis 1999 folgende Angaben: 42.459 Tote auf Seiten des türkischen Staates (Soldaten, Polizisten, Dorfschützer, Kollaborateure etc.); 6.671 Tote auf Seiten der PKK. Hinzu kommen 9.000 bis 10.000 Zivilisten sowie etwa 2.000 Opfer bei Kämpfen unter kurdischen Organisationen im Irak.
Andere Quellen wie die Menschenrechtsstiftung TIHV oder der Menschenrechtsverein IHD bilanzieren für die 1990er Jahre 17.884 Todesopfer auf beiden Seiten sowie 3.717 zivile Opfer. In den 1990er Jahren waren auch die meisten Menschenrechtsverletzungen, insbesondere des Rechts auf Leben zu verzeichnen. Zwischen 1990 und 2000 verzeichnete die TIHV 1.221 extra-legale Hinrichtungen, 1.748 (politische) Morde durch unerkannte Täter, 214 Fälle von Verschwindenlassen und 461 Todesfälle in Polizeihaft oder Gefängnissen. während der IHD im März 2012 für einen Zeitraum von 32 Jahren (1980–2012) von 33.635 Opfern politischer Gewalt sprach. Darunter waren 6.904 zivile Opfer.
Allen militärischen Einsätzen der türkischen Streitkräfte und Verlusten auf Seiten der PKK zum Trotz nahm die Zahl an aktiven Kämpfern und die Unterstützung für die PKK in der Bevölkerung zu. Waren es anfänglich nur wenige hundert Guerillakämpfer gewesen, sprach eine Natozeitschrift 1994 von mindestens 20.000 Kämpfern, welche die unwegigen Bergregionen völlig, andere Regionen der kurdischen Provinzen zumindest nachts unter Kontrolle hatten. Trotz der vielen Todesopfer hat die PKK kein Nachwuchsproblem. Für jeden toten „Märtyrer“ springen neue in die Bresche, die sich nicht nur aus der Türkei, sondern auch aus den Kurdengebieten des Iraks, Irans und Syriens rekrutieren. Die Methoden einer Kontra-Guerilla-Taktik, die von der Vertreibung von Dorfbewohnern, die nicht gegen die PKK kämpfen wollten, über Inhaftierung kurdischer Politiker bis hin zu Morden an Sympathisanten der PKK (sogenannte Patrioten, yurtsever) reichte, haben die Bevölkerung zwar eingeschüchtert, aber gleichzeitig dafür gesorgt, dass die PKK verstärkten Zulauf erhielt.

### Angriffe auf zivile Ziele
In den späten 1980er und frühen 1990er griffen Kämpfer der PKK mehrfach kurdische Dörfer an. Beispiele sind das Massaker von Pınarcık, das Massaker von Açıkyol oder das Massaker von Kılıçkaya. Hier hatten sich die Männer mehrheitlich dem Dorfschützersystem angeschlossen. Cemil Bayik, Gründungsmitglied der PKK, sagte in einem Interview, dass keiner, der für die Angriffe auf Dorfschützer verantwortlich gewesen sei, heute noch bei der PKK sei. Allerdings war Bayık Befehlshaber der Volksbefreiungsarmee Kurdistans, die just diese Angriffe durchführte.
Im März 1987 wurde in Hannover der Lehrer Ramazan Adigüzel als Mitglied der Konkurrenzorganisation KOMKAR erschossen. Am 21. März 1990 erschossen PKK-Kämpfer die Insassen eines Fahrzeugs, das sie auf der Straße zwischen Elazığ und Kovancılar angehalten hatten. Neun Ingenieure und ein Arbeiter waren die Opfer. Am 10. Juni 1990 griff eine PKK-Einheit Dorfschützer im Dorf Çevrimli in der Provinz Şırnak an und tötete 27 Personen, darunter 12 Kinder und sieben Frauen. Am 14. Juli 1991 überfielen PKK-Kämpfer Dörfer in Çağlayancerit und Pazarcık und töteten insgesamt 9 Personen. Am 22. Juli 1991 töteten PKK-Kämpfer in Midyat 19 Fahrzeuginsassen bei einem Überfall. Am 25. Dezember 1991 überfielen PKK-Kämpfer den Laden Çetinkaya in Bakırköy mit Molotow-Cocktails. Beim Brand kamen elf Personen ums Leben, darunter sieben Frauen und ein Kind. Am 22. Juni 1992 überfielen PKK-Kämpfer das Haus zweier Dorfschützer im Dorf Seki in Gercüş und töteten zehn Personen. Am 11. Juni 1992 hielten PKK-Kämpfer in Tatvan einen Kleinbus an und erschossen 13 Insassen. Am 1. Oktober 1992 überfielen PKK-Kämpfer das Dorf Cevizdalı in Bitlis und töteten 30 Personen. Am 5. Juli 1993 töteten PKK-Kämpfer 33 Einwohner des Dorfes Başbağlar in Kemaliye. Bei dem Massaker in Yolaç erschossen PKK-Kämpfer Betende, die mutmaßlich der verfeindeten kurdischen Organisation Hizbullah angehörten. Morde an Grundschullehrern gehörten insbesondere in den 1990er Jahren zur Strategie der PKK. Nach Angaben der Türkischen Menschenrechtsstiftung tötete die PKK zwischen 1984 und 1994 insgesamt 128 Lehrer. In der Folge kam es zu massiven Abberufungen von Lehrern und Schulen wurden geschlossen.
Eine Reihe weiterer Anschläge auf zivile Ziele wurden von der als terroristischer Arm der PKK eingestuften Teyrêbazên Azadîya Kurdistan (Freiheitsfalken Kurdistans, TAK) verübt. Inwiefern die Beziehungen zwischen PKK und TAK ausgeprägt sind, ist umstritten.
Im Juni 2017 wurde der 23-jährige Grundschullehrer Necmettin Yılmaz auf der Fahrt in seinen Geburtsort Gümüşhane von PKK-Angehörigen entführt und schließlich mit einem Kopfschuss ermordet, weil die PKK-Leute in ihm als Lehrer eine Art Kollaborateur gesehen hatten.
Ende Juni 2017 wurde Orhan Mercan, der stellvertretende Kreisvorsitzende der AKP in der türkischen Kleinstadt Lice, ebenfalls im Südosten der Türkei, von PKK-Leuten ermordet.
Im Sommer 2018 wurde der 46-jährige kurdische Schäfer Mevlüt Bengi durch einen Kopfschuss getötet, da er laut PKK Verrat am kurdischen Freiheitskampf begangen habe. Der AKP-Angehörige war als Wahlbeobachter für die Parlamentswahl in der Türkei 2018 eingeplant. Er hatte die lokalen Behörden über Truppenbewegungen der PKK informiert, die ihm beim Weiden seiner Schafe im Gebirge aufgefallen waren. Daraufhin seien zwei PKK-Kämpfer in einem Gefecht mit türkischen Streitkräften zu Tode gekommen. Die Leiche des Schäfers wurde an einem Strommast gefesselt in der Nähe von Doğubeyazıt aufgefunden. Sowohl für die Hinrichtung Bengis als auch für den Mord an Mercan übernahm der Frauenkampfverband der PKK ausdrücklich eine Mitverantwortung.
Am 20. September 2018 tötete die PKK zwei kurdische Zivilisten.

#### Verteidigung der PKK zu den Vorwürfen von Angriffen auf zivile Ziele
Cemil Bayık, Gründungsmitglied der PKK, sagte bei einem Interview mit der BBC, dass die PKK Angriffe auf zivile Ziele als falsch ansieht. Er spricht sich für die Aufstellung neutraler Wahrheitskommissionen aus, die überprüfen sollen, was die PKK tatsächlich getan hat und was nicht. Angriffe auf Sicherheitskräfte werden jedoch nicht verurteilt, denn es sei Krieg und sie (die Türken) kämpften ebenfalls. Auf die Frage, ob er die TAK dazu aufrufen würde, keine zivilen Ziele anzugreifen, antwortete er: „Kurdische Ortschaften werden zerstört und niedergebrannt, es gibt viele zivile Opfer. Ihre Kultur wird mit Füßen getreten. Tausende werden zur Flucht gezwungen. Wenn die TAK unter diesen Bedingungen Maßnahmen ergreift, wird das Volk ihnen wohlgesinnt sein.“

### Angriffe auf Sicherheitskräfte
Nach dem Selbstmordanschlag im kurdisch bewohnten Suruç durch den Islamischen Staat (IS), bei dem 34 junge Menschen starben, ermordeten Anhänger der PKK Mitte 2015 zwei türkische Polizisten, denen sie Kooperation mit den islamistischen Terroristen unterstellten. Cemil Bayık bestreitet jedoch, dass die Tat von der PKK selbst ausgeführt worden ist. Im Juli 2015 flogen die türkischen Streitkräfte Luftangriffe auf PKK-Stellungen in den Kandil-Bergen im Irak, auch unter dem Vorwand des Kampfes gegen den Islamischen Staat. Die PKK hob daraufhin die von ihrer Seite im März 2013 eingesetzte Waffenruhe wieder auf und es gab in der Folge Tote bei Angriffen in der Türkei auf beiden Seiten. Dem türkischen Präsident Recep Tayyip Erdoğan und der türkischen Regierung wurden auch von nicht-kurdischen Beobachtern vorgeworfen, tatsächlich nachlässig gegen den IS vorzugehen und so die Attentate auf Kurden in Reyhanlı und Suruç mitermöglicht zu haben.

### Selbsttötungen und Selbstmordattentate
Seit den 1980er Jahren kommt es insbesondere zum Nouruz-Fest immer wieder zu Selbstverbrennungen von PKK-Anhängern, -kämpfern oder -kadern. Einer der ersten öffentlichkeitswirksamen Selbstmorde war der Tod von Mazlum Doğan im Jahre 1982 in Diyarbakır. Bei Kurdenprotesten in Deutschland zündeten sich am 19. März 1994 in Mannheim zwei Frauen selbst an. Eine starb, die andere konnte schwer verletzt geborgen werden. Einen Höhepunkt erreichten die Selbstverbrennungen, als Öcalan ergriffen und inhaftiert wurde. Zuletzt verbrannte sich im Jahre 2006 das ranghohe PKK-Mitglied Leyla Walî Hasan (Deckname: Viyan Soran).
Nach seiner Gefangennahme soll Abdullah Öcalan Selbstverbrennungen und andere Selbstaufopferungen mit der Begründung verboten haben, er brauche seine Anhänger lebendig.
Mitte der 1990er Jahre griff die PKK auch zum Mittel der Selbstmordattentate. Im Jahre 1996 sprengten sich Güler Otaç (Deckname: Bermal), Zeynep Kınacı (Deckname: Zilan) und Leyla Kaplan (Deckname: Rewşen) selbst in die Luft und rissen jeweils mehrere Menschen mit in den Tod. Selbstmörder und Selbstmordattentäterinnen werden als Märtyrer verehrt. In Publikationen der Jugendorganisation der PKK wird die Selbsttötung als nachahmungswerte Tat dargestellt.

## Interne Auseinandersetzungen

### Morde und Exekutionen
Innerhalb der PKK ging man in den 1980ern und 1990ern mit äußerster Härte gegen vermeintliche oder potenzielle Kritiker und Rivalen Öcalans und gegen mögliche und vermutete „Verräter“ vor. Martin van Bruinessen erklärte die interne Gewalt mit Machtkämpfen und machte die Tendenz zu blindem Gehorsam ebenfalls für die Gewalt gegen eigene Mitglieder verantwortlich. Er schrieb im Middle East Report von Juli/August 1988, die PKK sei berüchtigt für ihre brutale Gewalt und politische Morde. Kritik an der Parteilinie werde als Verrat betrachtet. Überall witterte die PKK damals demnach Verräter. Öcalans bekanntester Opponent sei festgesetzt und gefoltert worden, um ein Geständnis zu erpressen und anschließend habe man ihn ermordet.
1995 räumte die PKK ein, dass es in den 1980er und frühen 1990er Jahren zu „Fehlern, Verrat und Rückschlägen“ gekommen sei, bei denen zahlreiche Mitglieder und selbst hohe Kader als angebliche Verräter liquidiert worden waren. Während ehemalige Führungskader und Kommandanten, wie der nach Deutschland geflohene Selim Çürükkaya oder der in türkische Gefangenschaft verschleppte Şemdin Sakık, Öcalan für die Morde verantwortlich machen, beschuldigt dieser sie im Gegenzug der Bandenbildung innerhalb der PKK und verdächtigte sie überdies der Zusammenarbeit mit dem „tiefen Staat“. Öcalan behauptet zudem, solche von ihm unkontrollierte Banden innerhalb der PKK trügen die Verantwortung für den Tod von Tausenden Guerillakämpfern, die von ihnen entweder als angebliche Verräter erschossen oder in Selbstmordkommandos „verheizt“ worden seien. Während der frühere PKK-Kader Serdar alias Selahattin Çelik in seinem Buch Den Berg Ararat versetzen (2002) angab, dass von den beiden gegnerischen Seiten 2000 Personen als „Verräter“ hingerichtet oder ermordet worden seien, soll Abdullah Öcalan gegenüber seinen Anwälten im Sommer 2008 angeblich behauptet haben (so dargestellt in der PKK-Monographie der pro-kurdischen Aktivisten Nikolaus Brauns und Brigitte Kiechle von 2010 mit Verweis auf einen Beitrag in der pro-kurdischen Tageszeitung Özgür Gündem vom 25. Juli 2008), es seien insgesamt 15.000 PKK-Mitglieder durch Verrat und Intrigen aus den eigenen Reihen ermordet worden. Unter den von der PKK gezielt getöteten Personen befinden sich auch mindestens drei der rund 20 Gründungsmitglieder der PKK (Şahin Dönmez, Mehmet Turan und Mehmet Cahit Şener).
Ehemalige Kämpfer berichten über Exekutionen mit Billigung oder auf Anordnung Öcalans. Insbesondere Rekruten, die es als ehemalige Studenten und junge Intellektuelle nicht gewohnt waren, sich dem straffen Reglement der Partei kritiklos so unterzuordnen wie die vor ihnen gekommenen aus bäuerlichen Familien stammenden Guerillas, wurden schnell aufgrund kritischer Äußerungen als Provokateure beschuldigt. Auch PKK-Kämpfer und selbst hochrangige Kader, die in Widerspruch zu Öcalans Führungsstil geraten waren, wurden getötet. Prominente Opfer dieses Vorgehens waren beispielsweise Çetin Güngör, alias Semir, und später Mehmet Cahit Şener. Oft reichte es offenbar, wenn ein ehemaliges PKK-Mitglied bei Öcalan in Ungnade gefallen war, um ihn „vogelfrei“ werden zu lassen.
Der Parteidissident Zülfü Gök wurde 1984 in Rüsselsheim erschossen. Der Bundesgerichtshof erließ daraufhin Haftbefehl gegen Öcalan. Ende 1984 oder Anfang 1985 wurde Saime Așkın als Abweichlerin hingerichtet. 1986 ließ die PKK das Dev-Yol-Mitglied Kürşat Timuroğlu in Hamburg töten. 1994 wurden die Parteiführer Duran Kalkan und Ali Haydar Kaytan in Deutschland wegen ihrer Beteiligung an parteiinternen Morden von Kritikern zu mehrjährigen Haftstrafen verurteilt. Der Rechtsanwalt Mahmut Bilgili wurde 1987 in den Niederlanden entführt, gefoltert und getötet, weil er sich dem Befehl der PKK widersetzt. Ebenfalls 1987 wurde die Guerilla-Ärztin Lamia Baksi hingerichtet. In einigen Fällen wurden PKK-Kommandanten auch dafür bestraft, Befehle Öcalans ausgeführt zu haben. So wurde der PKK-Kommandeur Halil Kaya 1988 hingerichtet, nachdem Öcalan entschieden hatte, es müsse jemand für Verfehlungen im Zusammenhang mit Zwangsrekrutierungen verantwortlich gemacht werden. ZK-Mitglied Ali Ömürcan wurde 1993 des Verrats bezichtigt und im Libanon hingerichtet. Şahin Baliç wurde 1990 auf Befehl Öcalans standrechtlich erschossen, weil Öcalan ihn für den Tod seines Kindheitsfreundes und Leibwächters Hasan Bindal, der bei einer Übung durch einen Querschläger getötet worden war, verantwortlich machte. Der Kommandeur Cemal Işık (Deckname Hogır) entfloh im Sommer 1990 der PKK, wurde in Abwesenheit zum Tode verurteilt und 1994 in Wuppertal erschossen. 1990 wurde die skelettierte Leiche des PKK-Aussteigers Abdullah Hoșgören in einem Wald bei Wipperfürth gefunden. Zentralratsmitglied Resul Altınok wurde 1992 festgesetzt und 1994 im Lager Lolan auf direkten Befehl von Öcalan getötet. Im Jahre 2002 fiel Filiz Yerlikaya (Deckname Gulan) einem parteiinternen Mordkomplott zum Opfer. Sie wurde posthum zur Märtyrin erklärt. Auch bei der Ermordung der abtrünnigen Mitglieder Kani Yılmaz (Faysal Dunlayıcı) und Sabri Tori (Serdar Kaya) im Jahre 2006 wird von einer Täterschaft der PKK ausgegangen. Insgesamt geht man von vielen Dutzend Opfern aus. Die Massaker in Başbağlar und Yolaç mit 33 und 10 Opfern werden ebenfalls der PKK zugeschrieben.
Auf sexuelle Beziehungen innerhalb der Partei stand die Todesstrafe. Diese verstoßen laut Öcalan gegen grundlegende Prinzipien und seien der Tod des Kriegertums. In der PKK-Guerilla sind Beziehungen zwischen den Geschlechtern grundsätzlich verboten.

### Parteiinterne Sanktionen
Folgende Sanktionen und Begriffe innerhalb der PKK im Nordirak wurden öffentlich bekannt
- Uygulama („Anwendung“): Ein Obergriff für Maßnahmen bei Fehlverhalten.
- Tutuklama („Haft“): Bei „Anpassungsstörungen“ (Organisationsjargon: yaşama gelmemek, yaşamı bozmak oder katılım göstermemek) oder nicht parteikonformem Verhalten erfolgt die Festsetzung. Prominente Mitglieder, die zeitweilig inhaftiert waren, sind beispielsweise Ali Haydar Kaytan und Sakine Cansız.
- Kritik und Selbstkritik: Es werden „Plattformen“ gebildet, auf denen Kader öffentlich Selbstkritik üben müssen. Die Anwesenden können das Forum für Kritik an der Person und am Verhalten nutzen. Bisweilen wurde daraus auch ein „Gericht“ mit drei „Richtern“ und einem „Staatsanwalt“.
- Todesurteil: Bei vermeintlichem oder vermutetem Verrat sowie bei sexuellen Kontakten wurde ein Todesurteil verhängt, das der Zustimmung Öcalans bedurfte. Es sind sowohl Fälle bekannt, bei denen Todesurteile vollstreckt, als auch solche, bei denen sie ausgesetzt wurden (Beispiel: Osman Öcalan).
- Emek süreci („Werktätigkeitsphase“): Diese Maßnahme umfasst Küchenarbeit, Holz sammeln, Lasten tragen usw. Bei dem ZK-Mitglied Hüseyin Özbey wurde die Todesstrafe in eine „Werktätigkeitsphase“ umgewandelt.

## Ressourcen

### Gesamtstärke
Im Jahr 2004 gab der Bund amerikanischer Wissenschaftler (Federation of American Scientists, FAS) die Anzahl der Kämpfenden mit 4000 bis 5000 an, wovon 3000 bis 3500 im Nordirak eingesetzt seien.

### Kindersoldaten
Mehrere Menschenrechtsorganisationen sowie das Außenministerium der Vereinigten Staaten werfen der PKK die Rekrutierung von Kindersoldaten vor. 1998 betrug die Anzahl Minderjähriger bei der PKK laut der Organisation Coalition to Stop the Use of Child Soldiers etwa 3.000. Rund ein Zehntel davon war weiblich.

### PKK-Organisationen außerhalb der Türkei

#### Europa
Die PKK betreibe laut Verfassungsschutz eine „Doppelstrategie“ in Europa. Ihr aggressives und militantes Auftreten im Nahen Osten versuche sie durch ein grundsätzlich friedliches Image in Deutschland bzw. Europa zu kaschieren. Europa gilt als „sicherer Hafen“ für die PKK. Das Betätigungsverbot umgeht sie durch Umstrukturierung und legale Abzweigungen durch regionale Vereine. Dieser Umstand wird insbesondere für die Finanzierung genutzt. Der deutsche Verfassungsschutz schätzt, dass die PKK alleine 2013 rund 9 Mio. Euro eingetrieben hätte. Ein Teil des Geldes stamme dabei aus Mitgliedsbeiträgen und aus Events wie dem jährlich stattfindenden „Internationalen Kurdistan-Kulturfestival“. Das Geld wird für hiesige Propaganda-Netzwerke genutzt, wobei aber auch ein Teil in den Nahen Osten abgezweigt wird. Zwar versuche die Organisation sich fest unter den geschätzten 1,5 Mio. Kurden in Europa zu verankern, erreiche de facto aber nur einen geringen Teil.
Dem EUROPOL-TE-SAT-Bericht für 2013 zufolge profitiert die PKK an allen Phasen des Drogenhandels wie dem Drogentransport über die Türkei nach Europa, der Verteilung und des Verkaufs. Unter anderem erhebt sie „Steuergeld“ von Drogenhändlern, die die türkische Grenze überqueren.
Laut dem EUROPOL-TE-SAT-Bericht 2016 hat die PKK 2015 keine Terroranschläge in der EU verübt. Die Mehrheit der EU-Staaten halten die Gefahr, die von der PKK ausgeht, als gering.
Dem Finanzministerium der Vereinigten Staaten zufolge sind Zeyneddin Geleri, Cerkez Akbulut und Omer Boztepe im Auftrag der PKK am Heroinhandel in Moldawien beteiligt und wurden daher als Specially Designated Narcotics Traffickers (SDNTs) bezeichnet, was US-Bürgern jegliche Durchführung von Finanz- oder Handelsgeschäfte mit ihnen verbietet.

##### Deutschland
Die Organisation wurde in Deutschland Anfang der 1980er Jahre in Form von Protestaktionen gegen die Auseinandersetzungen zwischen der PKK und dem türkischen Militär aktiv. Dabei sind besonders Bremen und Kiel wichtige Zentren der PKK. Zu gewaltsamen Aktionen kam es erstmals am 24. Juni 1993, als PKK-Anhänger das türkische Generalkonsulat in München überfielen und 20 Geiseln nahmen. Darauffolgend wurde eine öffentliche Erklärung des Bundeskanzlers Kohl zugunsten der „kurdischen Sache“ gefordert. Am selben Tag kam es deutschlandweit in mehr als 20 Städten zu 55 gleichzeitigen, gewaltsamen Aktionen von kurdischen Extremisten gegen türkische diplomatische Vertretungen, Reisebüros, Banken und andere Einrichtungen. In den folgenden Tagen kam es zu weiteren 25 Übergriffen. Es wird geschätzt, dass etwa 600 Personen an den Aktionen beteiligt waren. Am 4. November desselben Jahres kam es erneut zu Übergriffen. Dabei wurden gleichzeitig 59 Anschläge verübt. Es handelte sich dabei zumeist um Brandanschläge auf türkische Einrichtungen, bei denen ein Mensch in einer türkischen Gaststätte ums Leben kam. Die Konsequenz aus diesen Gewalttaten war ein am 26. November 1993 durch den Bundesinnenminister ausgesprochenes Betätigungsverbot für die PKK und die ERNK. Das Verbot traf in Deutschland die Gesamtorganisation. Trotz einer Gewaltverzichtserklärung Öcalans wurde sie 1998 als kriminelle Vereinigung bewertet.
In den frühen 1990er Jahren gründete die PKK eine Brigade aus etwa 30 deutschen Freiwilligen, die auf ihrer Seite in der Türkei und im Irak an Kämpfen teilnahmen. Öcalan bewertete ihre Kampfkraft aber als gering, und nach der Tötung Andrea Wolfs durch türkische Soldaten wurde die Brigade aufgelöst. Ein bekanntes Mitglied, die Hamburgerin Eva Juhnke, wurde in der Türkei zu 15 Jahren Haft verurteilt.
Am 21. Oktober 2004 entschied der Bundesgerichtshof, dass zwar die Führungsebene weiterhin als kriminelle Vereinigung zu gelten habe, nicht mehr jedoch die Organisation als Ganzes, die seit 2000 auf politisch motivierte Straftaten wie Konsulatsbesetzungen verzichtet hatte.
Ihren erheblichen Finanzbedarf bestreitet die PKK unter anderem mit Mitteln aus Europa. In Deutschland bestehen diese Einnahmen sowohl aus Spenden als auch aus Mitgliedsbeiträgen sowie den Erlösen aus Veranstaltungen und dem Verkauf von Publikationen. Der Journalist Michael Rubin ging in einem 2004 veröffentlichten Artikel davon aus, dass die PKK im internationalen Rahmen in den Drogenschmuggel verwickelt sei, wofür jedoch laut Verfassungsschutzbericht 2011 in Deutschland keine Hinweise vorliegen.
In Deutschland wurde am 5. September 2005 vom Bundesministerium des Innern die PKK-nahe Zeitung Özgür Politika verboten, da sie „in die Gesamtorganisation der PKK eingebunden“ sei. Das Verbot wurde jedoch vom Bundesverwaltungsgericht aus formalen Gründen wieder aufgehoben.
Am 8. Juli 2008 wurden drei deutsche Bergsteiger in der osttürkischen Provinz Ağrı von kurdischen Rebellen entführt. Die Führung der PKK distanzierte sich von der Aktion, verknüpfte aber zugleich eine mögliche Freilassung der Geiseln mit der Forderung an die deutsche Bundesregierung, ihre Politik der Arbeiterpartei Kurdistans gegenüber zu überdenken. Hintergrund dieser Entführung dürfte das Vorgehen deutscher Behörden gegen den kurdischsprachigen Fernsehsender Roj TV gewesen sein. Am 20. Juli wurden die deutschen Geiseln wieder freigelassen, möglicherweise im Zusammenhang mit einer türkischen Militäraktion, was die PKK aber bestritt; Beobachter vermuteten einen Machtkampf zwischen gemäßigten und radikalen Kräften innerhalb der PKK.
Ein Sprecher des Innenministeriums gab am 17. Juli 2008 bekannt: „Die PKK war und ist eine terroristische Vereinigung.“ 2011 besetzten dreißig PKK-Sympathisanten den Sitz des Fernsehsenders RTL in Köln und forderten die Freilassung des Parteigründers Abdullah Öcalan. Im Februar 2013 hatte das Hanseatische Oberlandesgericht in Hamburg erstmals ein mutmaßliches PKK-Kader nach § 129 a StGB wegen Mitgliedschaft in einer ausländischen terroristischen Vereinigung zu einer zweieinhalbjährigen Haftstrafe verurteilt. Im April 2013 brachten kurdische PKK-Sympathisanten bei Hamburg-Finkenwerder eine Fähre mit 60 Passagieren in ihre Gewalt, nachdem es kurz zuvor einen ähnlichen Vorfall auf dem Rhein gegeben hatte. Das Spendenaufkommen der PKK wurde vom Verfassungsschutz im Jahr 2018 auf 13 Millionen Euro geschätzt.
In Deutschland ist das PKK-Verbot umstritten, insbesondere seitdem sich die PKK aktiv mit ihrem syrischen Ableger PYD im Kampf gegen den Islamischen Staat beteiligt. So fordert etwa Die Linke die Aufhebung des Verbots. Rolf Mützenich von der SPD sieht im Bezug auf die Friedensgespräche mit der Türkei die „Chance zur Neueinordnung der PKK“. CSU-Politiker Stephan Mayer sowie Clemens Binninger (CDU) befürworten hingegen das Verbot.
Der Weser-Kurier berichtete über die Strukturen der PKK in Bremen und der Senat der Stadt warnte vor den Untergrund-Aktivitäten der Organisation. Deutschland sei ein Rückzugs- und Rekrutierungsland der PKK, es würden aber auch Gewaltdelikte vorkommen. So habe es Tötungsdelikte militanter Anhänger gegeben. Mit geschätzten 13.000 Mitgliedern (Stand: 2016) sei die PKK eine der größten ausländischen Extremistengruppen in Deutschland. Sie sei in vielen Städten präsent, verberge ihre Strukturen aber hinter kurdischen Organisationen, die sich friedfertig präsentieren. Sie organisiere zudem Demonstrationen militanter Kurden in Deutschland, um ihrer sogenannten Märtyrer zu gedenken.
Die PKK wurde vom deutschen Verfassungsschutz als größte „ausländerextremistische Organisation in Deutschland“ gewertet. Dabei versuche sie ihr aggressives Vorgehen im Nahen Osten durch ein friedfertiges Auftreten in Europa zu verdecken, dennoch komme es zu gewalttätigen Ausschreitungen durch ihre Anhänger.  Im 2015 erschienenen Bericht des deutschen Verfassungsschutzes wurden die wechselseitigen Beziehungen zwischen der PKK und linksextremen Organisationen in Deutschland thematisiert. So soll unter dem Namen „Tatort Kurdistan“ ein Bündnis aus YEK-KOM (im Juni 2014 in NAV-DEM umbenannt), der „Marxistisch-Leninistischen Partei Deutschlands“ (MLPD) und der „Antifaschistischen Revolutionären Aktion Berlin“ (ARAB) zustande gekommen sein. Ziel sei es, das Betätigungsverbot der PKK in Deutschland aufzuheben sowie eine Propaganda-Kampagne zu starten, die einen angeblichen „Krieg der Türkei gegen die kurdische Zivilbevölkerung“ aufzeigt. Dazu gab es 2011 vom Aktionsbündnis „Tatort Kurdistan“ in Berlin und Hamburg Demonstrationen, bei denen rund 80 Personen verletzt wurden. Im Jahr 2018 schätzte der Verfassungsschutz die Zahl der PKK-Mitglieder in Deutschland auf 14.000, mit steigender Tendenz.
Am 12. Februar 2019 verbot das Bundesinnenministerium die Mezopotamien Verlag und Vertrieb GmbH und MIR Multimedia GmbH, da sich bei der Durchsuchung deren Geschäftsräume der Verdacht bestätigt habe, „dass der Geschäftsbetrieb beider Vereinigungen allein der Aufrechterhaltung des organisatorischen Zusammenhalts der PKK“ diene. „Unter dem Tarnmantel als Verlagsbetriebe“ seien „sämtliche betriebswirtschaftlichen Aktivitäten ausschließlich der PKK zugute“ gekommen. „Mit ihrem wirtschaftlichen Ertrag“ würden „die Aktionsmöglichkeiten der Terrororganisation in Deutschland und Europa nachhaltig gestärkt.“ Damit würden „die Wirkungen des PKK-Verbots systematisch ausgehöhlt“. Dagegen reichte der Geschäftsführer und Alleingesellschafter der beiden Unternehmen Klage ein und das Bundesverwaltungsgericht Deutschlands bestätigte im Januar 2022 den Verbot der beiden Unternehmen. Das Bundesverwaltungsgericht sah die personelle, finanzielle und organisatorische Verflechtungen mit der PKK(-Europaführung) als erwiesen an und das dazugehörige Senat des Gerichts waren überzeugt, dass der Kläger ein höheres Kadermitglied der PKK sei. Somit gelten die beiden verbotenen Unternehmen als Teilorganisationen der PKK.
Das Oberlandesgericht Celle verurteilte im April 2019 vier PKK-Anhänger jeweils zu über zweijährigen Freiheitsstrafen. Sie begingen kooperativ gemeingefährliche Straftat(en) der „versuchten schweren Brandstiftung“ im März 2018 und das Gericht bewertete es weiter als Verstoß gegen das Waffengesetz bzw. als „Unterstützung einer terroristischen Vereinigung im Ausland“ der PKK. Zu folgenden Straftaten in der Region Hannover, indem sie ein türkisches Geschäft mit Molotowcocktails bewarfen bzw. einen Kleintransporter eines Türken anzündeten. Des Weiteren wurde es als erwiesen angesehen, dass die verurteilten Straftäter durch einen „untergetauchten PKK-Jugendleiter zu den Taten angestiftet wurden“.

##### Österreich
In einem Urteil vom 18. Oktober 1994 ordnete der Oberste Gerichtshof die PKK und deren Teilorganisationen als kriminelle Organisation gemäß § 278a Abs. 1 StGB ein. Im März 1995 eröffnete die ERNK, eine Teilorganisation der PKK, ein Büro in Wien. Innenminister Karl Schlögl sprach sich im Februar 1999 gegen ein Verbot der PKK oder ihrer Teilorganisationen aus, da er befürchtete, dies würde die Aktivisten in den Untergrund drängen und die Beobachtung ihrer Strukturen erschweren.
Der Verfassungsschutzbericht 2006 bezieht sich auf die Bewertung der Europäischen Union und bezeichnet die PKK als Organisation, die sich terroristischer Mittel bedient. Offiziell tritt die PKK in Österreich zwar nicht in Erscheinung, der Verband der Kurdischen Vereine in Österreich sympathisiert jedoch offen mit ihr. Wie auch im Rest Europas dienen die lokalen Strukturen vorrangig der finanziellen Unterstützung der Guerillaeinheiten in der Türkei. Das Bundesamt für Verfassungsschutz und Terrorismusbekämpfung schätzte 2012 das Potential für eine terroristische Gefährdung Österreichs durch die PKK als „tendenziell niedrig“ ein.
Laut Verfassungsschutzbericht 2015 konzentrieren sich die Aktivitäten der PKK-Aktivistenszene in Österreich auf das Sammeln von Spenden und die öffentlichkeitswirksame Thematisierung der Kurdenproblematik. Europaweit kann von Rekrutierungsaktivitäten bei ideologischen Seminaren ausgegangen werden, welche auch von Personen aus Österreich besucht werden.

##### Schweiz
Die Schweiz ist für die PKK als logistische Basis und Aufenthaltsraum bedeutsam. Der Sitz der Schweizer PKK-Zentrale befindet sich in Basel, regionale Organisationseinheiten in Basel, Bern und Zürich.
Die Führungsfunktionäre sind den Mitgliedern der PKK ausschließlich unter Decknamen bekannt und verhalten sich konspirativ.
Zu den Aufgaben der PKK-Leitung in der Schweiz gehören neben der politischen Öffentlichkeitsarbeit auch die politische und militärische Schulung sowie die Geldbeschaffung zur Finanzierung des Parteiapparates. Außerdem werden junge Kader angeworben und ausgebildet. Die Geldbeschaffung der PKK erfolgte 1999 in Form einer „Revolutionssteuer“. Diese wurde von kurdischen Landsleuten erhoben. Diese Geldsammlungen erfolgten auch unter Einschüchterung und Anwendung von Gewalt. Für diese Bestrafungen wurden PKK-Angehörige aus dem benachbarten Ausland eingesetzt, die nach Verüben der gewalttätigen Aktionen sofort wieder ausreisten.
Im Herbst 1994 wurde ein Verbot (Motion) der PKK (und der Tamil Tigers) im schweizerischen Nationalrat an den schweizerischen Bundesrat beantragt. In der Motion werden eine „[Häufung von] Klagen über terroristische Aktivitäten […] der PKK (kurdisch-kommunistische Arbeiterpartei)“ und „Erpressungen der eigenen Landsleute sind an der Tagesordnung“, des Weiteren „die Drahtzieher der genannten Organisation[en], unter Berufung auf das Asylrecht, auf Jahre hinaus bei uns […] hier ungestört ihren politischen und zuweilen terroristischen Aktivitäten nachgehen“ als Begründung angeführt. Der Antrag wurde endgültig im Dezember 1995 abgelehnt. In der Stellungnahme des Bundesrates wird dies damit erklärt, dass der Bundesrat sich bereits 1993 mit dem Verbot der PKK beschäftigt hatte, hierdrauf aber angesichts der (überschaubaren) Bedrohungslage, sowie der schweren Durchsetzbarkeit eines solchen Verbots und der darauf folgenden befürchteten besseren Tarnung und Unberechenbarkeit der Aktivitäten verzichtet hatte. Verwiesen wird auf die Beobachtung durch „Staatsschutzorgane“ und auf die strafrechtliche Verfolgung der „gewaltsamen Geldeintreibungen“, die allerdings durch Einschüchterungen der „Opfer[, die] aus Angst vor Repressalien ihre Aussage abschwächen bzw. dementieren oder eingereichte Strafanzeigen zurückziehen“ oft erschwert werde.
Der Staatsschutzbericht der Schweiz von 1999 berichtet über Botschaftsbesetzungen in Bern und Zürich, das Eindringen auf das UNO-Gelände in Genf sowie weitere Besetzungsaktionen. Demnach sei die PKK eine Organisation mit sehr hohem Organisierungspotential und manifestem Gewaltpotential geblieben. Seit diesen gewaltsamen Ausschreitungen verhält sich die PKK jedoch in der Schweiz friedlich, obwohl sie weiterhin als eine Gruppierung mit großem Gewaltpotenzial eingestuft wird.
Der Wunsch der Türkei, die PKK zu verbieten, wurde 2006 von der Schweiz zurückgewiesen. Die Entscheidung wird damit begründet, dass die Schweiz in dieser Frage zurückhaltend handle und den Weg der fallbezogenen Rechtshilfe und individuellen Strafverfolgung gehe.
Seit 2008 verfolgt die Schweiz eine restriktivere Politik gegenüber der PKK. So wurde am 6. November 2008 im Schweizer Bundesrat ein Maßnahmenpaket gegen die Aktivitäten der PKK beschlossen. So verhängte der Bundesrat ein Geldsammelverbot für die Organisation. Weiters sind die Kantone zu intensivierten Informationsbeschaffungsmaßnahmen über die Organisation aufgefordert. Anlass für die verschärften Maßnahmen gaben mehr als ein Dutzend Anschläge der PKK auf türkische Einrichtungen in der Schweiz.

##### Frankreich
In Frankreich leben rund 150.000 Kurden.
Am 9. Januar 2013 wurden die Mitbegründerin der PKK, Sakine Cansız, und zwei weitere kurdische Aktivistinnen in Paris erschossen. Die drei Leichen wiesen Schusswunden in Leib, Genick oder Kopf auf. Im Rahmen des Prozesses gegen den mutmaßlichen Mörder Ömer Güney gehen deutsche und französische Sicherheitsbehörden inzwischen davon aus, dass dieser als V-Mann des türkischen Nachrichtendienstes MIT handelte. Unklar ist, ob er auch einen gezielten Tötungsauftrag erhalten hatte.

#### Iran
Das ARD-Magazin Monitor berichtete, dass die PJAK – eine Teilorganisation der PKK – viele Kämpfer in Deutschland für Terroranschläge im Iran rekrutiert. Der Vorsitzende der PJAK, Ahmadi, bestätigte diese Angaben.

#### Syrien

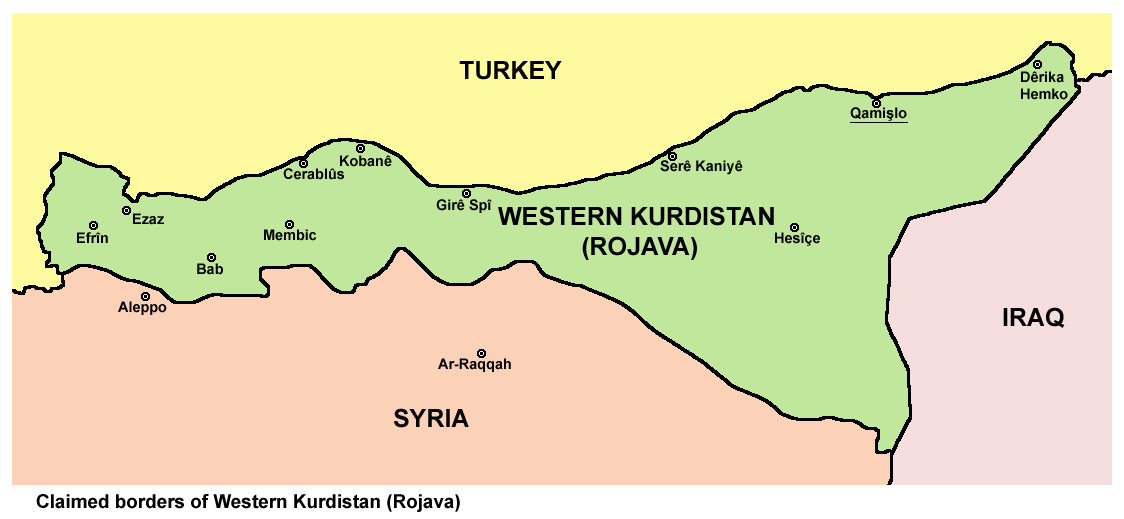
Rojava oder „Westkurdistan“, wie es auf einer Website der PYD im Oktober 2013 beansprucht wurde.

Als syrischer Ableger der PKK gilt die Partei der Demokratischen Union (PYD), als deren „bewaffneter Arm“ die Volksverteidigungseinheiten (YPG) betrachtet werden.
Während PYD und YPG sowohl nach Ansicht von Experten als auch regionaler Regierungen, einschließlich der Türkei, mit der PKK eng verbunden sind und von ihr auch mitfinanziert werden, streiten PYD und YPG jegliche unmittelbaren Verbindungen zur PKK ab. Nach Ansicht von Experten ist die PYD nicht lediglich mit der PKK verbündet, sondern entstand selbst als Ableger der PKK. Die Türkei, ebenso wie der Experte Wladimir van Wilgenburg, betrachten die YPG überdies als den „bewaffneten Arm der PKK in Syrien“. Nach Angaben des Think Tanks International Crisis Group (ICG) wurden die meisten führenden YPG-Kommandeure in PKK-Lagern in der nordirakischen Region Kandil ausgebildet. Laut Ferhad Seyder, Leiter der Mustafa-Barzani-Arbeitsstelle für kurdische Studien der Universität Erfurt, sah die PKK, die über drei Jahrzehnte vergeblich versucht hatte, im bewaffneten Kampf gegen die Türkei eine eigene Ordnung in der Türkei zu realisieren, nach Beginn des sogenannten „Arabischen Frühlings“ in Syrien die Chance, ihre Vorstellungen einer eigenen kurdischen Ordnung in Syrien umzusetzen. Anfang 2011 sollen daher 1500 bewaffnete syrische Kurden, bei denen es sich um PKK-Mitglieder gehandelt haben soll, von der Türkei nach Syrien vorgedrungen sein, wo bis dahin keine bewaffnete kurdische Gruppe existiert hatte.
Als der frühere syrische Diktator Hafiz al-Assad Ende des 20. Jahrhunderts PKK-Führer Öcalan zwei Jahrzehnte lang Gastrecht gewährt hatte, war es Öcalan gelungen, sich eine starke Basis in Syrien zu schaffen. Auch weil Öcalans Anhänger, die nach dem Fallenlassen Öcalans durch Assad 1998 verfolgt wurden, Widerstand gegen das syrische Regime leisteten, wurde der PKK-Führer in „Westkurdistan“ auch noch während der Syrien-Krise intensiv verehrt. Für die Vorbereitung der Machtübernahme von 2011 hatte die PYD Waffen gehortet und alle wichtigen Behörden übernommen. 2011 übernahmen dann geschulte Kader der PYD in den Kurdengebieten Nordsyriens die Macht. Je nach Lesart stand die PYD in dem Ruf, als sozialistisch orientierter syrischer Nachfolger der PKK ein „Großkurdistan“ oder aber eine auf Selbstorganisierung und Rätestrukturen gründende demokratische Ordnung anzustreben, wie sie PKK-Chef Öcalan nach der Aufgabe des Konzeptes einer kurdischen Staatlichkeit verkündet hatte und die in Anlehnung an Öcalan als „demokratischer Konföderalismus“ bezeichnet wurde.

### Beziehungen und Kooperationen
Die PKK und die militante armenische Untergrundorganisation Asala verkündeten gemeinsam im April 1980 im Libanon ihre gemeinsamen Kollaboration bezüglich Aktivitäten gegenüber türkischer Ziele. Laut CIA-Dokumenten habe die PKK gemeinsam mit der Asala den Bombenanschlag auf das türkische Konsulat in Straßburg im November 1980 verübt. Durch die Asala-PKK-Kooperation folgten weitere Anschläge gegenüber türkischen Einrichtungen: im November 1980 in Rom auf ein türkisches Reisebüro und auch der Bombenanschlag im Januar 1982 auf das türkische Konsulat in Toronto. Außerdem behauptete Levon Ekmekdschian, der festgenommene Asala-Attentäter des Terroranschlages im August 1982 auf den Flughafen Ankara-Esenboğa bei den Verhören der Sicherheitsbehörden, die PKK hätte ihm bei der Planung des Anschlages unterstützt. Die Asala wird von der Türkei und den USA als Terrororganisation eingestuft und von einem Regierungsvertreter des deutschen Auswärtigen Amtes im Oktober 1984 als Terrororganisation bezeichnet.

#### Linksextremisten und Linksradikale
Unter der Führung der PKK bildeten im März 2016 die TKP/ML, die MLKP und weitere türkische linksextremistische Gruppierungen einen Zusammenschluss zur „Vereinten Revolutionären Volksbewegung der Völker“ (HBDH), um bewaffnet und mit allen anderen Mitteln gegen die AKP-Regierung der Türkei vorzugehen.

## Einstufung als terroristische Vereinigung
Über die Einstufung der PKK als terroristische Vereinigung sind die Meinungen international nicht einheitlich, wobei die Mehrheit der Staaten den terroristischen Charakter bejaht.
Am 26. November 1993 erließ die Bundesrepublik Deutschland ein Betätigungsverbot für die PKK. Es war eine Antwort auf 60 Überfälle auf türkische Einrichtungen in verschiedenen Städten in der Bundesrepublik Deutschland im Juli 1993, bei welchen eine Person starb. Die Europäische Union, die USA, das Vereinigte Königreich, die Türkei, der Irak, Syrien, Saudi-Arabien, Iran, Kasachstan, Kirgisistan, Australien, Neuseeland, Kanada und Japan führen die PKK auf ihren Terrorlisten. Auch die NATO stuft die PKK als terroristisch ein.
Des Weiteren bezeichnen Aserbaidschan, Schweden, Israel und die Außenministerien bzw. deren Vertreter der europäischen Staaten von Spanien, Tschechien und Finnland explizit die PKK als eine terroristische Organisation. Im Mai 2008 wurde die PKK in den USA auf die Drogenhandelsliste des Foreign Narcotics Kingpin Designation Act gesetzt.
Unter anderem laut dem schweizerischen Nachrichtendienst (NDB) Sicherheitsbericht 2015 ist die PKK „als gewaltextremistische und terroristische Gruppierung anzusehen, deren Gewaltpotenzial nicht abgenommen hat“. Allerdings sei die PKK-Organisation in der Schweiz nicht verboten, aber die zwei PKK-Unterorganisationen „Volksverteidigungskräfte (HPG)“ und „Freiheitsfalken Kurdistans (TAK)“ sind von der schweizerischen Bundespolizei (fedpol) als kriminelle Organisationen eingestuft. Das Oberste Belgische Gericht hat am 16. September 2017 entschieden, dass die PKK keine terroristische Vereinigung sei. Der belgische Kassationshof bestätigte im Januar 2020 das Urteil, somit würde die PKK nicht unter dem belgischen Anti-Terrorgesetz fallen. Nach dem Urteil äußerte sich der Außenminister Philippe Goffin der belgischen Föderalregierung: „es [sei] eine Entscheidung der Judikative, die von der Exekutive streng unabhängig ist“, aber „der Standpunkt der belgischen Regierung ist unzweideutig. Die PKK ist eine terroristische Organisation“.
Die Vereinten Nationen und Staaten wie China, Indien und Ägypten haben die PKK ebenfalls nicht als terroristisch eingestuft. Auch Russland stuft die PKK nicht als Terrororganisation ein, sie kann dort frei agieren. Im Dezember 2014 hat die Linksfraktion im deutschen Bundestag einen Antrag auf Aufhebung des Betätigungsverbots für die
Arbeiterpartei Kurdistans PKK und Streichung der PKK von der EU-Terrorliste gestellt, der am 26. Februar 2015 im Plenum des Deutschen Bundestags behandelt wurde.

### Europäische Union (EU)
Die meisten EU-Mitglieder stufen die PKK nicht selbst als Terrororganisation ein, sondern über ihre EU-Mitgliedschaft und die als verbindlich anerkannte EU-Terrorliste. Das EuG hat in erster Instanz Anfang 2008 einer Klage der PKK gegen ihre Aufnahme in die Liste terroristischer Vereinigungen durch die EU in der Fassung des Jahres 2002 infolge eines Verfahrensmangels stattgegeben. Der zwischenzeitlich behobene Fehler betrifft die aktuellen Terrorlisten der EU nicht, so dass das Urteil auf die gegenwärtige Einstufung der PKK als terroristische Vereinigung keinerlei Auswirkung hat.
Am 15. November 2018 hat das Gericht der Europäischen Union (EuG) in Luxemburg entschieden, dass die verbotene PKK von 2014 bis 2017 zu Unrecht auf der Terrorliste geführt wurde, aufgrund von Verfahrensfehlern. Somit war zwischen 2014 und 2017 die Vermögenssperre der PKK nicht ausreichend begründet. Des Weiteren wurde entschieden, dass die PKK weiterhin auf der Terrorliste gültig sei, aufzuführen, somit gab es in der Verhandlung keine ausreichenden Gründe für den PKK-Antrag der Streichung von der EU-Terrorliste. Das Gesamturteil hatte keinen konkreten Einfluss auf die illegale Situation der PKK. Sie verblieb weiterhin auf der EU-Terrorliste.
Die PKK reichte 2021 gegen die Verlängerungen der Auflistung ihrer Organisation in der EU-Terrorliste des Rats der Europäischen Union Klage vor dem EuG ein. Das Gericht der EU entschied im Dezember 2022 die Klage abzuweisen und bestätigte die Gültigkeit der fortführenden Auflistung und restriktiven Maßnahmen gegenüber der PKK, weil weiterhin das Risiko des Terrorismus bestehe. Dagegen reichte die PKK 2023 Klage mit fünf Rechtsmittelgründen vor dem Europäischen Gerichtshof (EuGH) ein. Die siebte Kammer des EuGH entschied im März 2025 alle beanstandeten Rechtsmittelgründe voll umfänglich abzuweisen, weil unter anderem muss der EU-Rat die terroristischen Handlungen nicht nachweisen, es reiche ob weiterhin Terrorgefahr bestehe.

## Wahrnehmung und Selbstdarstellung

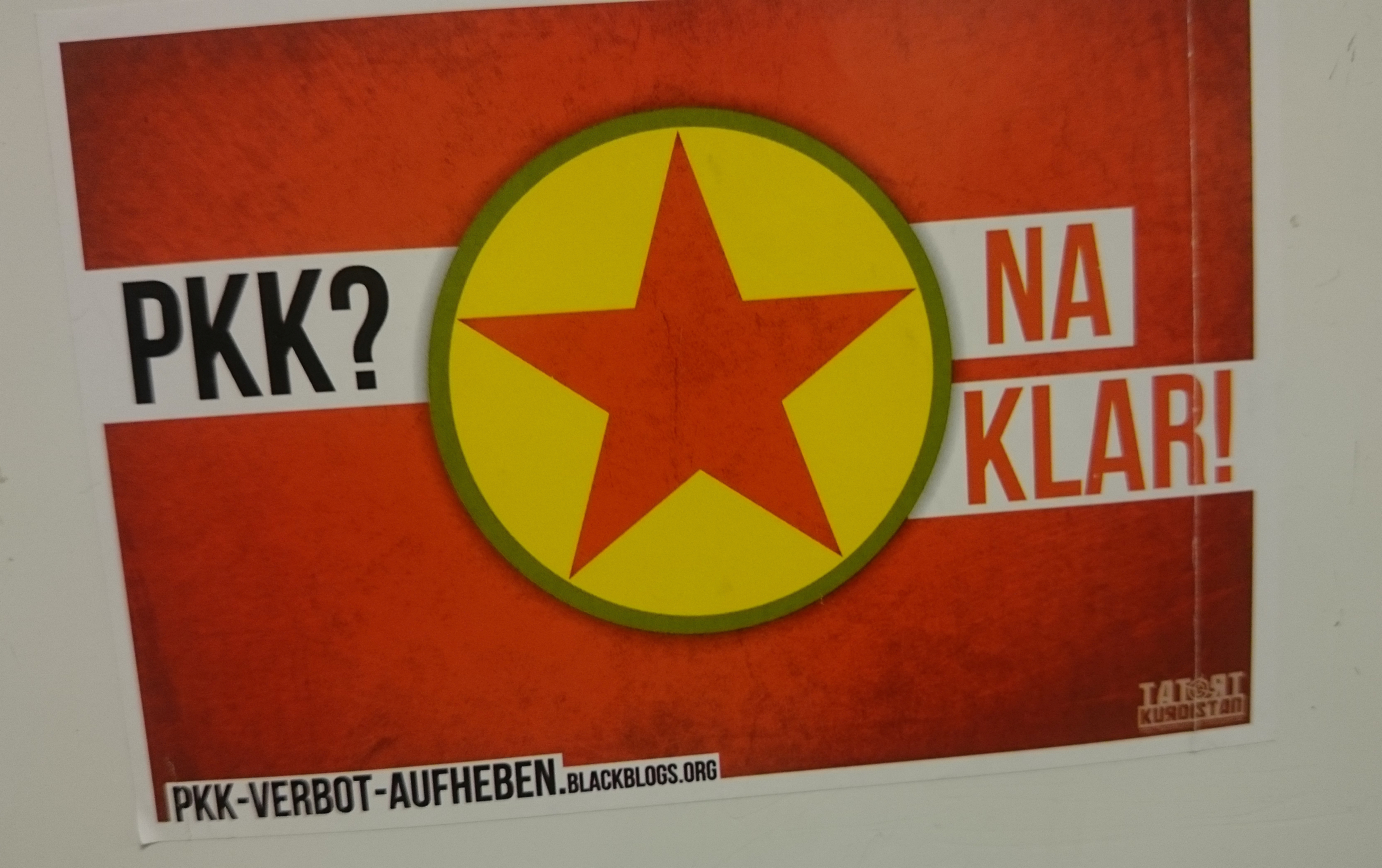
Aufkleber gegen das PKK-Verbot (Hamburg 2017)

Aus einer 2015 vom Bundesamt für Verfassungsschutz veröffentlichten Broschüre geht hervor, dass die PKK eine Doppelstrategie betreibe. Dem militant-aggressiven Auftreten im türkisch-irakischen bzw. türkisch-syrischen Grenzgebiet steht der Versuch gegenüber, ein friedliches Image im Westen anzustreben, um vor allem Europa als „sicheren Hafen“ für Ruhe- und Rückzugsgebiete zu bewahren. Dennoch gebe es eine latente Gewaltbereitschaft der PKK auch in Deutschland. Es können „jederzeit spontane Gewalttätigkeiten erwachsen“, situativ auch gegen die Polizei bei Demonstrationen und türkische Einrichtungen durch Brandsätze.
2007 gab es eine Umbenennung in KCK, um den Schein einer Neuausrichtung der PKK zu erwecken und sich von Assoziationen mit Terrorismus zu befreien. Trotz nach außen hin propagierter Transparenz herrsche innerhalb der PKK aber eine autoritäre Hierarchie, wobei auszuführende Vorgaben von „oben nach unten“ durchgesetzt würden.
Mit der Irakkrise 2014 und dem Auftreten des IS entstand im Norden Syriens eine neue Situation. Die PYD, der syrische Ableger der PKK, reihte sich in die Anti-IS-Allianz ein, weshalb sie logistische und politische Unterstützung insbesondere der USA erhielt. Die Türkei kritisierte dies aus Sorge, die Waffen könnten in die Hände der PKK oder des IS fallen. Tatsächlich sollen auf diesem Weg Waffen zur PKK gelangt sein. Die PKK erhoffte sich dadurch eine Neubewertung des Betätigungsverbots in Deutschland. Insbesondere Vertreter der LINKEN und einige Politiker der SPD unterstützten diese Forderung. Abgeordnete der LINKEN ließen sich mit Fahnen der PKK in der Öffentlichkeit ablichten und wurden dafür gerichtlich verurteilt.
Sevim Dağdelen (DIE LINKE) sprach 2016 in der Sendung bei Anne Will ihre Unterstützung für die PKK aus. Die PKK sei keine Terrororganisation, sondern eine „politische Organisation“. Dafür wurde sie scharf kritisiert. Das Bundesinnenministerium blieb bei seiner Einschätzung, wonach die PKK weiterhin als Terrororganisation einzustufen sei.
Nachdem es in der Türkei zu schweren Terroranschlägen kam, die auf Sicherheitskräfte abzielten, bei denen aber auch viele Zivilisten starben, übernahm die TAK die Verantwortung dafür. Sinan Ülgen, Präsident des Center for Economics and Foreign Policy, vertritt die Ansicht, dass die PKK die TAK benütze, um schwere Aktionen auszuführen, die dem Image der Organisation und der Beziehungen der Organisation zum Ausland schaden könnten.
Da die PKK in Deutschland verboten ist, versucht sie sich durch Umstrukturierung zu betätigen. Die PKK ist weiterhin in Deutschland tätig und nutzt Dutzende örtliche Vereine, die als Treffpunkte ihrer Anhängerschaft fungieren und deren Dachverband das „Demokratische Kurdische Gesellschaftszentrum Deutschland“ (NAV-DEM) darstellt, zur Kontrolle von Informationen und Umsetzung ihrer Direktiven. Zu den Aktivitäten gehört es unter anderem, Demonstrationen zu organisieren, Geld einzutreiben und Kontakt zu politischen Entscheidungsträgern aufzubauen, um so den eigenen Einfluss zu verstärken. Außerdem wird durch regelmäßige Mahnwachen auf den inhaftierten Chef der PKK Abdullah Öcalan aufmerksam gemacht. Über den Verband der Studierenden aus Kurdistan (YXK) ist die PKK auch an den Universitäten präsent.
Das „Handbuch Extremismusprävention“ (2020) des deutschen Bundeskriminalamtes (BKA) konstatiert, dass die PKK inzwischen stärker durch den kurdischen Nationalismus geprägt sei. Erst in den 1980er und 1990er Jahren gewann die PKK an Bedeutung in Deutschland, nachdem eine Vielzahl von Kurden nach Deutschland emigriert war. Unter diesen kurdischen Emigranten waren auch PKK-Anhänger enthalten und diese wollten weiterhin für die PKK-Organisation tätig sein. Nach Anschlägen im Juni 1993 wurde sie im November 1993 verboten. Die Verbotsverfügung über die PKK wurde im März 2017 und Januar 2018 erneuert, weil „dass Wesen, Ziele und organisatorischer Apparat der PKK im Wesentlichen gleich geblieben seien“. Anfänglich galt die PKK nur als kriminelle Organisation, mittlerweile ist sich die deutsche Justiz einig, „dass es sich bei ihr um eine kriminelle und terroristische Vereinigung im Ausland nach §§ 129a und 129b StGB handelt“. Ungeachtet des Verbotes „betrachtet sich die PKK auch in Deutschland weiterhin als einzig legitime Vertreterin der kurdischen Volksgruppe und erhebt damit einen Führungsanspruch, an dem andere kurdische Organisationen bisher gescheitert sind“. Dies wiederum bewirkt bei der Selbstwahrnehmung der PKK-Anhänger „kein Verständnis für einen kritischen Umgang mit der PKK erkennen lassen“. „Innerhalb der deutschen Gesellschaft kann die PKK auf einen breiten Sympathisantenkreis zurückgreifen“, diese Personen übersehen „leicht die kriminellen bis terroristischen Züge der PKK“. Von der Gesellschaft werden vorrangig von der PKK-Szene die durchgeführten Demonstrationen wahrgenommen, unter anderem wird häufig für die Entlassung des „PKK-Gründer[s] Öcalan aus seiner lebenslangen Haft“ demonstriert. Laut Human Rights Watch (1998) gilt Öcalan als verantwortlich für die „crimes against humanity“ (deutsch Verbrechen gegen die Menschlichkeit) und müsse für die mutwillige Ermordung unschuldiger Zivilisten zur Rechenschaft gezogen werden.